# Malakoff (Hauts-de-Seine)
Pour les articles homonymes, voir Malakoff.
Malakoff est une commune française du département des Hauts-de-Seine en région Île-de-France, dans l'arrondissement d'Antony, au sud de Paris.

## Géographie

### Localisation
La commune de Malakoff est située en très proche banlieue parisienne : en effet elle est limitrophe du 14e arrondissement de Paris.

Vue de la commune de Malakoff, en rouge sur la carte de la « Petite Couronne » d'Île-de-France.

Elle est traversée par la Coulée verte du Sud parisien qui reprend une partie de la via Turonensis, l'un des quatre chemins de France du pèlerinage de Saint-Jacques-de-Compostelle.
Toutes les communes limitrophes de Malakoff sont les suivantes :

### Géologie et relief
La superficie de la commune est de 207 hectares. Le sol est pratiquement plat : la pente moyenne est de 0,015 par mètre et la pente maximum de 0,03 par mètre. L'altitude varie entre 64 mètres (limite de Paris) et 95 mètres (partie ouest du fort de Vanves),.

### Climat
Le climat de Malakoff est de type océanique dégradé. Le climat dans les départements de la petite couronne parisienne est caractérisé par un ensoleillement et des précipitations assez faibles. La moyenne des précipitations est de l'ordre de 650 mm par an étalés sur 112 jours de pluie en moyenne, dont 16 jours de fortes précipitations (plus de 10 mm). Les températures y sont douces, le mois le plus froid étant janvier avec une moyenne de températures de 4,1 °C et le mois le plus chaud juillet, qui présente une température moyenne de 19,5 °C. Les tableaux ci-dessous présentent différentes données climatiques pour la station météorologique de Paris Montsouris, recueillies sur la période 1961-1990.
| Mois                                        | jan.       | fév.      | mars      | avril     | mai       | juin      | jui.      | août      | sep.      | oct.      | nov.      | déc.       | année      |
| ------------------------------------------- | ---------- | --------- | --------- | --------- | --------- | --------- | --------- | --------- | --------- | --------- | --------- | ---------- | ---------- |
| Température minimale moyenne (°C)           | 2          | 2,6       | 4,5       | 6,7       | 10,1      | 13,2      | 15,2      | 14,8      | 12,6      | 9,4       | 5,2       | 2,9        | 8,3        |
| Température moyenne (°C)                    | 4,1        | 5,2       | 7,8       | 10,6      | 14,3      | 17,4      | 19,5      | 19,2      | 16,7      | 12,7      | 7,7       | 5          | 11,1       |
| Température maximale moyenne (°C)           | 6,3        | 7,9       | 11        | 14,5      | 18,4      | 21,6      | 23,9      | 23,6      | 20,8      | 16        | 10,1      | 7          | 15,1       |
| Record de froid (°C) date du record         | −13,9 1985 | −9,8 1963 | −8,6 1971 | −1,8 1986 | 2 1979    | 4,2 1962  | 9,5 1964  | 8,2 1963  | 5,8 1972  | 0,4 1985  | −4,2 1983 | −23,9 1879 | −23,9 1879 |
| Record de chaleur (°C) date du record       | 15,3 1975  | 20,3 1990 | 24,7 1989 | 27,8 1968 | 30,2 1976 | 40,4 1947 | 35,4 1976 | 36,6 1990 | 32,7 1973 | 28 1985   | 20,3 1982 | 17,1 1989  | 40,4 1947  |
| Nombre de jours avec gel                    | 8,4        | 6,9       | 3         | 0,2       | 0         | 0         | 0         | 0         | 0         | 0         | 2,4       | 8,1        | 28,9       |
| Ensoleillement (h)                          | 59         | 89        | 134       | 176       | 203       | 221       | 240       | 228       | 183       | 133       | 79        | 53         | 1 798      |
| Record de vent (km/h) date du record        | 115 1988   | 115 1990  | 101 1988  | 83 1983   | 83 1983   | 83 1990   | 122 1982  | 79 1989   | 76 1982   | 101 1987  | 104 1984  | 86 1990    | 122 1982   |
| Précipitations (mm)                         | 55         | 45,4      | 52,2      | 49,5      | 62        | 53,2      | 58,3      | 46        | 52,9      | 54,9      | 57        | 55,1       | 641,6      |
| Record de pluie en 24 h (mm) date du record | 20,6 1972  | 20,7 1977 | 31,3 1989 | 26,1 1989 | 35,8 1978 | 53 1973   | 65,8 1972 | 95,7 1987 | 39,4 1989 | 55,2 1966 | 38,7 1965 | 40 1988    | 95,7 1987  |
| Nombre de jours avec précipitations         | 10,7       | 9,5       | 10,7      | 9,7       | 10,5      | 8,4       | 7,9       | 7         | 8         | 8,8       | 10,1      | 10,4       | 111,6      |
| Humidité relative (%)                       | 83         | 78        | 73        | 69        | 70        | 69        | 68        | 71        | 76        | 82        | 84        | 84         | 76         |
| Nombre de jours avec neige                  | 4,2        | 3,7       | 2,6       | 0,9       | 0         | 0         | 0         | 0         | 0         | 0         | 1,4       | 2,7        | 15,5       |
| Nombre de jours avec grêle                  | 0,3        | 0,2       | 0,7       | 0,9       | 0,5       | 0,2       | 0,1       | 0,1       | 0,1       | 0,1       | 0,2       | 0,2        | 3,5        |
| Nombre de jours d'orage                     | 0,4        | 0,3       | 0,8       | 1,9       | 3,3       | 3,1       | 3,4       | 3,3       | 1,5       | 0,9       | 0,3       | 0,2        | 19,5       |
| Nombre de jours avec brouillard             | 2,6        | 1,8       | 0,6       | 0,4       | 0,1       | 0,1       | 0         | 0,2       | 0,9       | 2,1       | 2,5       | 2,1        | 13,4       |

| Diagramme climatique                                  |            |           |             |            |              |              |            |              |           |           |          |
| J                                                     | F          | M         | A           | M          | J            | J            | A          | S            | O         | N         | D        |
| 6,3255                                                | 7,92,645,4 | 114,552,2 | 14,56,749,5 | 18,410,162 | 21,613,253,2 | 23,915,258,3 | 23,614,846 | 20,812,652,9 | 169,454,9 | 10,15,257 | 72,955,1 |
| Moyennes : • Temp. maxi et mini °C • Précipitation mm |            |           |             |            |              |              |            |              |           |           |          |

Le tableau suivant permet de comparer le climat de Malakoff à celui de quelques grandes villes françaises.
| Ville             | Ensoleillement · (h/an) | Pluie · (mm/an) | Neige · (j/an) | Orage · (j/an) | Brouillard · (j/an) |
| ----------------- | ----------------------- | --------------- | -------------- | -------------- | ------------------- |
| Médiane nationale | 1 852                   | 835             | 16             | 25             | 50                  |
| Malakoff          | 1 796                   | 641,6           | 15,5           | 19,5           | 13,4                |
| Paris             | 1 717                   | 634             | 13             | 20             | 26                  |
| Nice              | 2 760                   | 791             | 1              | 28             | 2                   |
| Strasbourg        | 1 747                   | 636             | 26             | 28             | 69                  |
| Brest             | 1 555                   | 1 230           | 6              | 12             | 78                  |
| Bordeaux          | 2 070                   | 987             | 3              | 32             | 78                  |

### Voies de communication et transports
La géographie de Malakoff est marquée par deux voies ferrées : la ligne de Paris à Versailles délimite la commune au nord-ouest, tandis que la LGV Atlantique, parallèle à la ligne 13 du métro de Paris, sépare la commune en deux.

#### Voies routières
Malakoff est séparée de Paris par le boulevard périphérique, franchissable aux portes de Vanves, Didot et de Châtillon. La D 906 délimite la commune à l'est, et plusieurs routes départementales traversent la commune dans sa largeur comme la D 50. L'ensemble de la voirie communale est en zone 30.

#### Aménagements cyclables
La Coulée verte du Sud parisien, qui part de la place de Catalogne à Paris et va jusqu'à Massy, longe la LGV Atlantique dans Malakoff.
Dans les rues à sens unique, le double-sens cyclable est la règle et une grande partie des aménagements cyclables sont des bandes à contresens.

#### Transports en commun
Malakoff est desservie par :

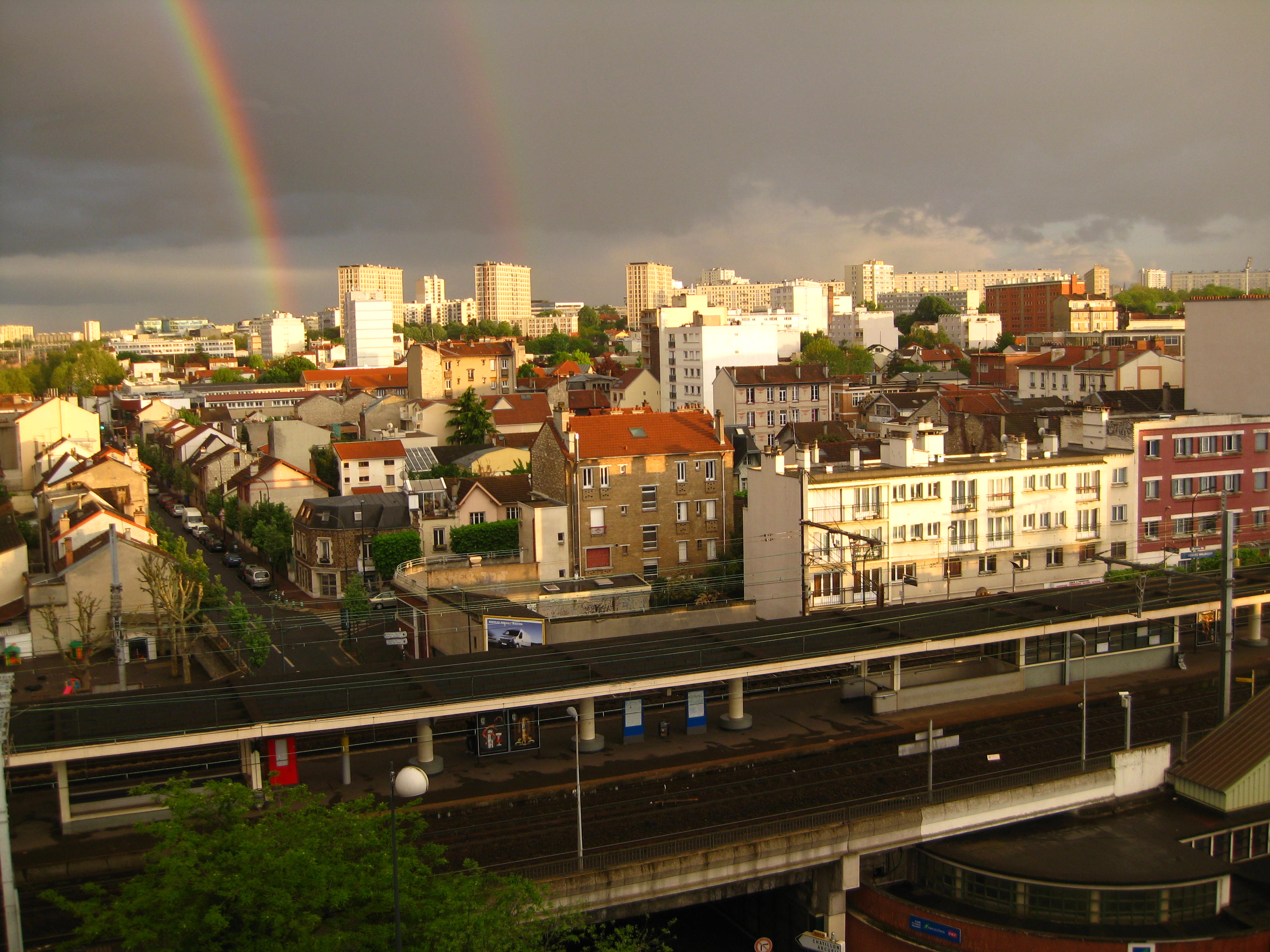
La gare de Vanves - Malakoff.

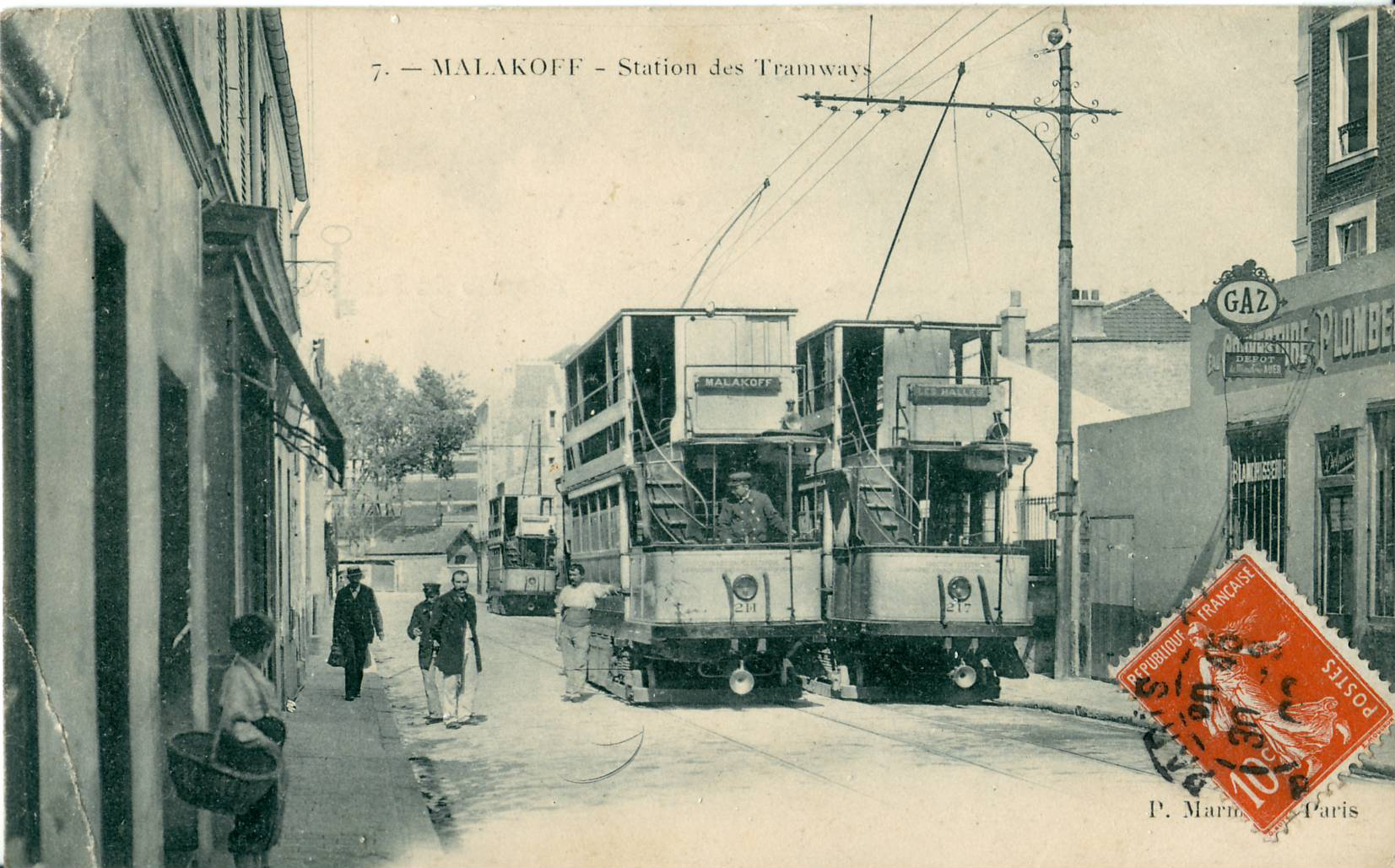
Le terminus des tramways vers 1908. La ligne Les Halles - Malakoff devint ultérieurement la ligne de bus BV de la STCRP, ancêtre de la RATP.

- la ligne 13 du métro de Paris, avec quatre stations :
  - Malakoff - Plateau de Vanves
  - Malakoff - Rue Étienne-Dolet
  - Châtillon - Montrouge (hors commune)
  - Porte de Vanves (hors commune)
- la ligne N du Transilien, avec deux gares :
  - Vanves - Malakoff
  - Clamart (hors commune)
- la ligne T3a du tramway, avec deux stations :
  - Porte de Vanves (hors commune)
  - Didot (hors commune)
- la ligne 6 du tramway : 
  - station Châtillon - Montrouge (hors commune)
- plusieurs lignes de bus RATP (58, 89, 95, 126, 191, 194, 323, 388 et 391) Île-de-France Ouest (475), Vallée Sud bus (L'Hirondelle) et Noctilien (N63, N66)
- 7 stations de Vélib'

## Urbanisme

### Typologie
Au 1er janvier 2024, Malakoff est catégorisée grand centre urbain, selon la nouvelle grille communale de densité à sept niveaux définie par l'Insee en 2022.
Elle appartient à l'unité urbaine de Paris, une agglomération inter-départementale regroupant 407  communes, dont elle est une commune de la banlieue,,. Par ailleurs la commune fait partie de l'aire d'attraction de Paris, dont elle est une commune du pôle principal,. Cette aire regroupe 1 929 communes,.

### Morphologie urbaine
L’INSEE découpe la commune en onze îlots regroupés pour l'information statistique soit Rénovation, Nord, Petit Vanves, Les Pierres plates, Centre, Les Fossés rouges, Les Nouzeaux, Les Sablonnières, Le Fort, Les Groux, Le Clos.

### Habitat et logement

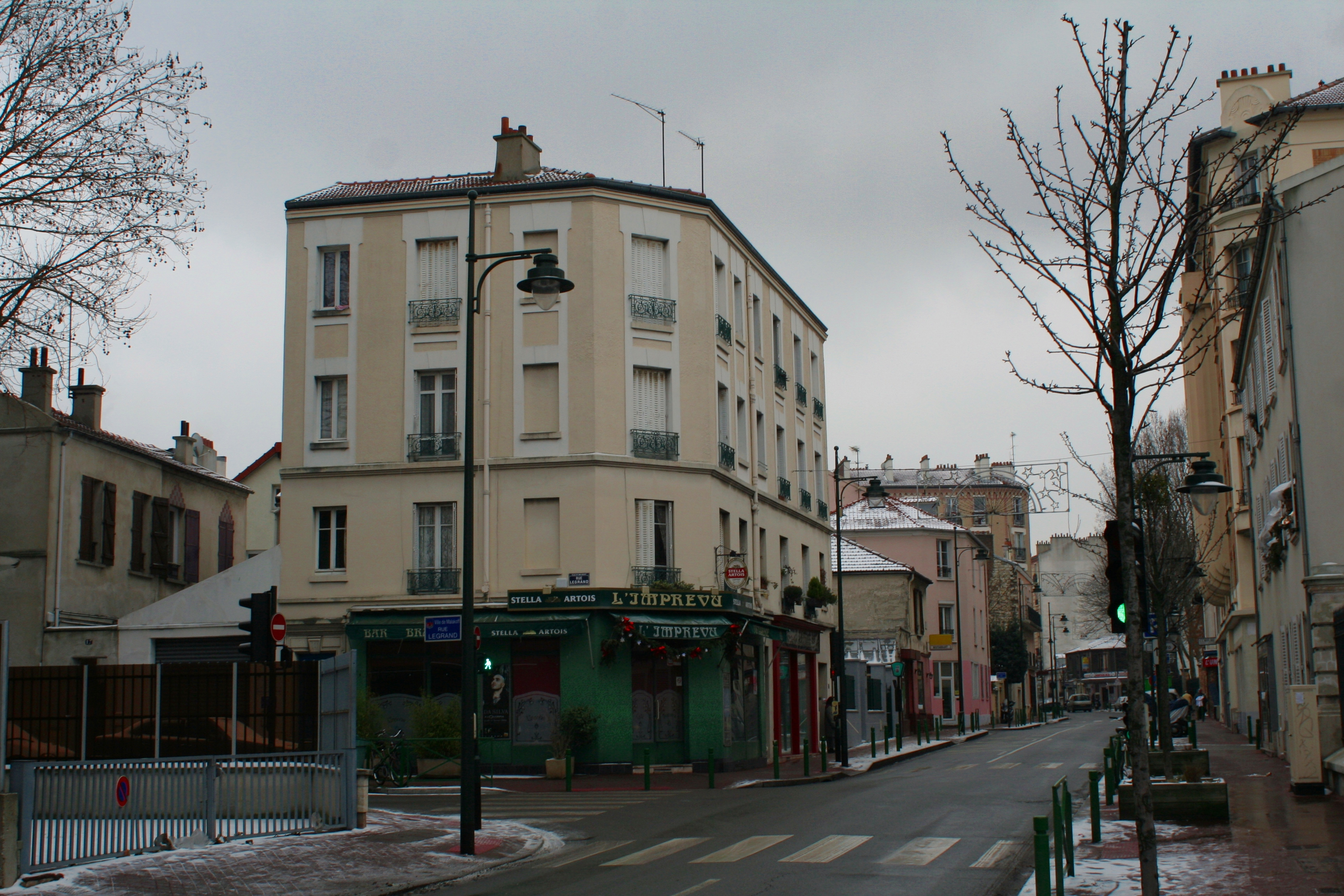
Constructions diverses avenue Pierre-Larousse à Malakoff.

Malakoff porte les traces d'une ancienne ville industrielle, avec de petites usines, des constructions en brique, constituant une ville aux constructions assez hétéroclites. Des habitations du XIXe siècle voisinent avec des immeubles plus récents, des années 1970 ou même des années 1990-2000, de tous les styles. La partie de la ville bordant Paris est constituée en majorité de petits immeubles, le reste de la ville est avant tout résidentiel (en particulier du côté de Clamart et Châtillon).
En 2018, le nombre total de logements dans la commune était de 15 855, alors qu'il était de 15 509 en 2013 et de 15 336  en 2008.		
Parmi ces logements, 91,3 % étaient des résidences principales, 3,8 % des résidences secondaires et 4,9 % des logements vacants. Ces logements étaient pour 14 % d'entre eux des maisons individuelles et pour 83,9 % des appartements. 																							
Le tableau ci-dessous présente la typologie des logements à Malakoff en 2018 en comparaison avec celle des Hauts-de-Seine et de la France entière. Concernant le statut d'occupation de ces logements, 29,4 % des habitants de la commune sont propriétaires de leur logement (28,4 % en 2013), contre 42,5 % pour les Hauts-de-Seine et 57,5 pour la France entière.
| Typologie                                               | Malakoff | Hauts-de-Seine | France entière |
| ------------------------------------------------------- | -------- | -------------- | -------------- |
| Résidences principales (en %)                           | 91,3     | 89,8           | 82,1           |
| Résidences secondaires et logements occasionnels (en %) | 3,8      | 3,7            | 9,7            |
| Logements vacants (en %)                                | 4,9      | 6,5            | 8,2            |

### Projets d'aménagements
De grands travaux de réaménagement du centre-ville ont été lancés en septembre 2011, notamment autour de la place du 11-Novembre-1918. Le chantier devait durer 14 mois. Les travaux se sont finalement achevés en avril 2013 ; la place rénovée a été inaugurée le 13 avril 2013.

## Toponymie
Malakoff fait référence à une enseigne de cabaret, « À la tour de Malakoff » créée en 1855, pendant la guerre de Crimée.
Le nom de Malakoff provient du nom d'une tour défensive près de Sébastopol. La prise de cette tour contre les Russes par les troupes françaises commandées par le général Mac Mahon a permis la prise de la ville de Sébastopol pendant la guerre de Crimée en 1855.
L'exploit fut célébré dans toute l'Europe et en France ; Alexandre Chauvelot reconstitua la tour au sud de Paris dans un parc à thème sur la guerre de Crimée.
C'est en 1868 qu'est apparu le nom de la commune de Malakoff. Un décret signé le 8 novembre 1883 par le président de la République Jules Grévy officialise la séparation d’avec Vanves.
En 1870, en pleine guerre franco-prussienne, la tour de Malakoff édifiée par Chauvelot est démolie, du fait de son usage comme point de mire par les canonniers ennemis aux portes de Paris.

### Étymologie
Le nom Malakoff présente plusieurs origines étymologiques possibles. Il pourrait dériver du patronyme russe Malakhov (Малахов), issu du prénom biblique Malachie (מַלְאָכִי /ma.la.ˈxiː/), signifiant « Mon messager » en hébreu, suggérant une connexion avec des figures religieuses ou une lignée portant ce prénom. Une autre origine possible repose sur l'adjectif russe малый (malyy), signifiant « petit », combiné au suffixe -off, qui pourrait indiquer une petite fortification ou colline, en lien avec le rôle stratégique du fort de Malakoff lors de la bataille de Malakoff à Sébastopol (1855), et évoquant ainsi un lieu défensif. Enfin, une interprétation plus rare mais étymologiquement plausible associe le nom au mot grec μαλάχη (malakhē), qui désigne la malva, une plante de la famille des Malvacées, connue pour ses vertus médicinales, suggérant que le nom pourrait faire référence à un lieu où cette plante était présente ou utilisée.

## Histoire
La commune de Malakoff est l'une des plus jeunes du département. Son territoire, longtemps champêtre et forestier, n'abrite que peu de maisons jusqu'à la fin du XVIIIe siècle. Ne s'y trouvent que des chemins transversaux et quelques remises à gibier. Ce territoire peu peuplé dépend de la paroisse de Vanves, sous le nom de Petit-Vanves.
Au début du XIXe siècle, sur les lieux où s'est ensuite développée Malakoff, les carrières ont fourni des pierres en abondance pour la croissance de Paris.
En 1845 naît une agglomération au nord, sous l'impulsion d'Alexandre Chauvelot, ancien rôtisseur fortuné qui se lance dans des opérations immobilières. Des terrains en friche sont alors vendus, par lots, à des ouvriers et employés qui y construisent des maisons. La zone urbaine, achevée vers 1850 et constituée de petites maisons individuelles, est baptisée la Nouvelle-Californie. Fleuron du parc d'attraction créé au lotissement de la Nouvelle-Californie, la reconstitution en plâtras de la tour Malakoff donne, en 1883, son nom à la nouvelle commune issue d’une séparation d’avec la commune de Vanves. La ligne de chemin de fer reliant Paris à Versailles, dont la gare de Vanves-Malakoff est inaugurée la même année, matérialise cette séparation.
À partir de 1920, les rues de Malakoff sont pavées, équipées de l'éclairage public et des égouts. Des logements sociaux, des écoles, des crèches et une poste sont construits à partir de 1930, sous l'impulsion de la municipalité à majorité communiste dirigée par Léon Piginnier.
Le 14 avril 1931 a lieu la première transmission française de télévision par René Barthélemy. Présentée devant 800 invités par Suzanne Bridoux et avec une image de trente lignes (court-métrage et prises de vues en direct), elle est établie entre le laboratoire de la Compagnie des compteurs de Montrouge et l'École supérieure d'électricité de Malakoff située à 2 kilomètres. C'est la première transmission par émetteur de télévision, d’autres ayant été réalisées précédemment mais par fil.
Jusqu'à la Seconde Guerre mondiale, l'urbanisation se poursuit jusqu'à la limite de Clamart, avec la construction de lotissements et d'immeubles collectifs, mais aussi d'usines. Une nouvelle voie de chemin de fer (actuelles voies de TGV et de métro) est construite en viaduc, coupant la ville en son milieu. Après-guerre, l'urbanisation reprend à un rythme soutenu : jusqu'aux années 1970, de grands ensembles sont édifiés sur d'anciens terrains maraîchers et la ville se dote d'équipements (stades, écoles, crèches, etc.). En 1971 est inauguré le Théâtre 71, dont le nom rend hommage à la Commune de Paris dont c'est alors le centenaire, et en 1972 le stade nautique intercommunal Châtillon-Malakoff l'est à son tour.
Dans les années 1980, l'activité industrielle basée à Malakoff et aux alentours décline, tandis que se développent le secteur tertiaire et les bâtiments de bureaux. Le site Thomson-CSF de Malakoff et de Montrouge ferme en 1993.
Aujourd'hui, Malakoff se caractérise par la présence d'une trame urbaine mixte (pavillonnaire/collectif) et l'implantation du fort de Vanves.

## Politique et administration

### Rattachements administratifs et électoraux
Rattachements administratifs
La commune de Malakoff est créée en 1883 par détachement de celles de Vanves et faisait partie, jusqu’à la loi du 10 juillet 1964, du département de la Seine. Le redécoupage des anciens départements de la Seine et de Seine-et-Oise fait que la commune appartient désormais au département des Hauts-de-Seine à la suite d'un transfert administratif effectif le 1er janvier 1968.
À sa création, Malakoff était intégrée au canton de Sceaux jusqu'en 1893, année où elle est rattachée au canton de Vanves de la Seine. Lors de la mise en place des Hauts-de-Seine, elle devient en 1967 le chef-lieu du canton de Malakoff. Dans le cadre du redécoupage cantonal de 2014 en France, cette circonscription administrative territoriale a disparu, et le canton n'est plus qu'une circonscription électorale.
Malakoff relève du tribunal d'instance de Vanves, du tribunal de grande instance, du tribunal pour enfants, du tribunal de commerce de Nanterre, du conseil de prud'hommes de Boulogne-Billancourt, de la cour d'appel de Versailles, du tribunal administratif de Cergy-Pontoise et de la cour administrative d'appel de Versailles.
Rattachements électoraux
Pour les élections départementales, la commune fait partie depuis 2014 du canton de Montrouge
Pour l'élection des députés, elle fait partie de la onzième circonscription des Hauts-de-Seine.

### Intercommunalité
La commune était membre de la communauté d'agglomération Sud de Seine créée en 2005.
Dans le cadre de la mise en œuvre de la volonté gouvernementale de favoriser le développement du centre de l'agglomération parisienne comme pôle mondial est créée, le 1er janvier 2016, la métropole du Grand Paris (MGP), à laquelle la commune a été intégrée.
La loi portant nouvelle organisation territoriale de la République du 7 août 2015 (Loi NOTRe) prévoit également la création le 1er janvier 2016 d'établissements publics territoriaux (EPT), qui regroupent l'ensemble des communes de la métropole à l'exception de Paris, et assurent des fonctions de proximité en matière de politique de la ville, d'équipements culturels, socioculturels, socio-éducatifs et sportifs, d'eau et assainissement, de gestion des déchets ménagers et d'action sociale, et exerçant également les compétences que les communes avaient transférées aux intercommunalités supprimées
La commune fait donc partie depuis le 1er janvier 2016 de l'établissement public territorial Vallée Sud Grand Paris, créé par un décret du 11 décembre 2015.
L'EPT exerce, outre les compétences attribuées par la loi à cette catégorie d'établissement public de coopération intercommunale (EPCI), celles que les communes avaient transféré aux anciennes intercommunalités supprimées à l'occasion de sa création :
- communauté de communes de Châtillon-Montrouge (Montrouge, Châtillon) ;
- communauté d'agglomération des Hauts-de-Bièvre (Châtenay-Malabry, Antony, Bourg-la-Reine, Le Plessis-Robinson, Sceaux dans les Hauts-de-Seine – les deux communes essonniennes de Verrières-le-Buisson et Wissous ayant rattachées à la communauté d'agglomération Communauté Paris-Saclay) ;
- communauté d'agglomération Sud de Seine (Fontenay-aux-Roses, Bagneux, Clamart, Malakoff).

### Tendances politiques et résultats
Le tout premier conseil municipal a été élu le 20 janvier 1884 à la suite de la création de la commune. Réuni dans une salle des écoles faisant office de salle de mairie, il élit Eugène Féburier, jusque-là maire de Vanves, comme premier maire. Depuis 1925, chaque élection municipale est remportée par une équipe à majorité communiste.
En 1925, la ville de Malakoff est l'une des premières de France à élire une femme, la communiste Augustine Variot, au sein de son conseil municipal. Son élection est néanmoins invalidée par la préfecture, de même que pour toutes les autres femmes élues lors de ces élections municipales.
Les Malakoffiots votent majoritairement à gauche. Lors des élections présidentielles de 2017, Jean-Luc Mélenchon l'emporte sur la ville au premier tour avec 32 % des voix, puis en 2022 avec 38 %, soit 16 points de plus que la moyenne nationale. Auparavant, au premier tour des élections législatives de 2012, la députée communiste sortante Marie-Hélène Amiable arrive en tête à Malakoff avec 40,26 %, puis se désiste au deuxième tour pour la candidate socialiste, Julie Sommaruga, qui remporte le siège. Aux élections législatives de 2017, les électeurs de Malakoff placent en première position la candidate de La République en marche Laurianne Rossi en tête au premier tour avec 33,54%. Cependant, au second tour, la candidate La France insoumise Yasmine Boudjenah la devance avec quatorze points d'avance (ce qui n'empêche par l'élection de Lauriane Rossi sur l'ensemble de la onzième circonscription). Aux élections législatives de 2022, le candidat de la coalition de gauche NUPES Aurélien Saintoul arrive largement en tête au premier tour à Malakoff avec plus de 50% des suffrages exprimés puis remporte largement le second tour dans la commune avec vingt-et-un points d'avance sur Laurianne Rossi. Aux élections européennes de 2014, la liste du Front de gauche est première, avec 21,32 %. Aux élections européennes de 2019, la liste d'Europe Écologie Les Verts arrive en tête avec 20,83%, devançant légèrement la liste Renaissance (20,49%).
Aux élections municipales de 2014, la liste d'union de la gauche menée par Catherine Margaté, maire depuis 1996, l'emporte au premier tour avec 68,14 % des suffrages (51,69 % de participation). En 2008, elle avait réalisé un score de 65,76 %, et en 2001, 71,41 %. En juin 2015, quelques mois après sa réélection, elle démissionne pour raisons de santé et cède la place à l'une de ses adjointes, Jacqueline Belhomme, tout comme l'avait fait pour elle son prédécesseur, Léo Figuères, en 1996.
Lors des élections municipales de 2020, la liste menée par Jacqueline Belhomme, maire sortante PCF qui avait succédé à Catherine Margaté en juin 2015, remporte l'élection dès le premier tour de scrutin avec 64,17 % des suffrages exprimés, devançant largement les listes menées par Olivier Rajzman (SE mais soutenu par Laurianne Rossi, la députée LREM de la circonscription, 25,60 %), par Stéphane Tauthui (UDI, LR, Agir, 7,33 %) et celle de Joël Brossat (LO, 2,91 %) ,

### Liste des maires
| Période        | Période                    | Identité               | Étiquette                        | Qualité |
| -------------- | -------------------------- | ---------------------- | -------------------------------- | --- |
| février 1884   | 1885                       | Eugène-Amédée Féburier | Républicain démocrate            | Ancien maire de Vanves |
| 1885           | 1886                       | Victor Leconte         |                                  | Fruitier, ancien conseiller municipal |
| 1886           | 1896                       | Pierre Gilbert         | Républicain                      | Ancien adjoint municipal |
| 1896           | 1899                       | Jules Trousset         | Union républicaine et socialiste | |
| 1899           | 1900                       | Auguste Crave          |                                  | Ancien conseiller municipal |
| 1900           | 1905                       | Adolphe Delanoix       | PRRS                             | Ancien conseiller municipal |
| 1905           | 1912                       | Pierre Simon           | PRRS                             | Horticulteur ; ancien conseiller municipal |
| 1912           | 1925                       | Edouard Fourquemin     | PRRS                             | Fonctionnaire ; ancien conseiller municipal, puis adjoint |
| mai 1925       | 1939                       | Léon Piginnier         | PCF                              | Imprimeur lithographe Député de la Seine (1936 → 1939) Conseiller général de la Seine (1935 → 1939)                                                                        |
| avril 1945     | décembre 1964              | Léon Salagnac          | PCF                              | Député de la Seine (1962 → 1964) Conseiller général de la Seine(1945 → 1964) Décédé en cours de mandat                                                                     |
| mars 1965      | septembre 1996             | Léo Figuères,          | PCF                              | Conseiller général de Malakoff (1959 → 1994), Suppléant du député Guy Ducoloné (1964 → 1988) Démissionnaire                                                                |
| septembre 1996 | 16 juin 2015,              | Catherine Margaté      | PCF                              | Conseillère générale de Malakoff (1994 → 2015), Suppléante de la députée Marie-Hélène Amiable (2007 → 2012), présidente de la CA Sud de Seine (2009 → 2014) Démissionnaire |
| 16 juin 2015,  | En cours (au 20 août 2025) | Jacqueline Belhomme    | PCF                              | Vice-présidente de l'EPT Vallée Sud Grand Paris (2016 →) Réélue pour le mandat 2020-2026                                                                                   |

### Jumelages
Au 1er janvier 2010, Malakoff est jumelée avec :
- Corsico (Italie) depuis 1969[38] ;
- la communauté rurale de Ngogom au Sénégal[38].

Par ailleurs, la commune de Malakoff a signé des contrats de coopération :
- en 1980 avec Marl en Allemagne[38] ;
- en 1982 avec Hiroshima au Japon[38] ;
- en 1989 avec Etchmiadzine en Arménie[38] ;
- en 2007 avec la communauté rurale de Ngogom au Sénégal[38].

## Population et société

### Démographie

#### Évolution démographique
L'évolution du nombre d'habitants est connue à travers les recensements de la population effectués dans la commune depuis 1886. Pour les communes de plus de 10 000 habitants les recensements ont lieu chaque année à la suite d'une enquête par sondage auprès d'un échantillon d'adresses représentant 8 % de leurs logements, contrairement aux autres communes qui ont un recensement réel tous les cinq ans,.

En 2022, la commune comptait 30 183 habitants, en évolution de +0,7 % par rapport à 2016 (Hauts-de-Seine : +2,75 %, France hors Mayotte : +2,11 %).
| 1886  | 1891  | 1896   | 1901   | 1906   | 1911   | 1921   | 1926   | 1931   |
| ----- | ----- | ------ | ------ | ------ | ------ | ------ | ------ | ------ |
| 8 118 | 9 144 | 11 027 | 14 341 | 16 630 | 19 789 | 22 494 | 23 817 | 27 464 |

| 1936   | 1946   | 1954   | 1962   | 1968   | 1975   | 1982   | 1990   | 1999   |
| ------ | ------ | ------ | ------ | ------ | ------ | ------ | ------ | ------ |
| 28 439 | 27 459 | 28 876 | 33 603 | 36 198 | 34 121 | 32 553 | 30 959 | 29 402 |

| 2006   | 2011   | 2016   | 2021   | 2022   | - | - | - | - |
| ------ | ------ | ------ | ------ | ------ | - | - | - | - |
| 30 509 | 30 768 | 29 973 | 30 292 | 30 183 | - | - | - | - |

#### Pyramide des âges
En 2018, le taux de personnes d'un âge inférieur à 30 ans s'élève à 38,6 %, soit au-dessus de la moyenne départementale (38,4 %). À l'inverse, le taux de personnes d'âge supérieur à 60 ans est de 19,9 % la même année, alors qu'il est de 20,0 % au niveau départemental.
En 2018, la commune comptait 14 777 hommes pour 15 934 femmes, soit un taux de 51,88 % de femmes, légèrement inférieur au taux départemental (52,41 %).
Les pyramides des âges de la commune et du département s'établissent comme suit.
| Hommes | Classe d’âge | Femmes |
| ------ | ------------ | ------ |
| 0,4    | 90 ou +      | 1,2    |
| 4,8    | 75-89 ans    | 6,9    |
| 12,5   | 60-74 ans    | 13,6   |
| 20,1   | 45-59 ans    | 20,5   |
| 21,6   | 30-44 ans    | 20,9   |
| 22,1   | 15-29 ans    | 20,3   |
| 18,4   | 0-14 ans     | 16,5   |

| Hommes | Classe d’âge | Femmes |
| ------ | ------------ | ------ |
| 0,6    | 90 ou +      | 1,6    |
| 5,2    | 75-89 ans    | 7,2    |
| 12,1   | 60-74 ans    | 13,5   |
| 19,3   | 45-59 ans    | 19,4   |
| 22,6   | 30-44 ans    | 21,9   |
| 20,2   | 15-29 ans    | 18,9   |
| 19,9   | 0-14 ans     | 17,4   |

### Accueil

#### Enfance et jeunesse
- 7 crèches multi-accueil municipales[43]
- la Maison ouverte, un lieu d’accueil et d’échange d’expérience pour les enfants de moins de trois ans et leurs parents
- un relais assistantes maternelles
- 8 centres de loisirs maternels[44]
- 5 centres de loisirs primaires
- le Club 11-14, centre de loisirs des 11-14 ans
- le Pavillon et le Point information jeunesse, pour les 15-25 ans[45]

#### Séniors
- 2 foyers résidences pour personnes âgées[46]
- La Maison des poètes, établissement d’hébergement de personnes âgées dépendantes
- 1 club retraités[47]

#### Divers
- 3 maisons de quartier (MJQ Barbusse, centre social Prévert, centre social Valette)[48]
- 3 structures d’accueil consacrées à la recherche d’emploi (AMIRE, Espace insertion, Mission locale)[49]
- Maison de la vie associative[50]
- planning familial[51]
- centre communal d'action sociale (CCAS)

### Enseignement
Malakoff est située dans l'Académie de Versailles. La ville administre huit écoles maternelles : Georges-Cogniot, Fernand-Léger, Jean-Jaurès, Guy-Môquet, Paul-Bert, Paul-Vaillant-Couturier, Paul-Langevin, Henri-Barbusse (1 250 enfants) et sept écoles élémentaires communales (1 650 enfants) : Georges-Cogniot, Fernand-Léger, Jean-Jaurès, Guy-Môquet, Paul-Bert, Paul-Langevin, Henri-Barbusse.
Le département des Hauts-de-Seine gère deux collèges : le collège Paul-Bert (env. 600 élèves, 28 classes) et le collège Henri-Wallon (400 élèves, 16 classes). La région Île-de-France gère le lycée professionnel Louis-Girard (250 élèves).
Il existe également un groupe scolaire privé (école, collège), Notre-Dame-de-France (250 élèves).
Le lycée général et technologique du secteur pour l'ensemble de la ville est le lycée Michelet situé dans la commune voisine de Vanves.

#### Établissements scolaires
En 1884, au moment de la naissance officielle de Malakoff, la commune ne compte qu'un groupe scolaire, mis en service vers 1870 et situé sur la place des Écoles (aujourd'hui place du 11-Novembre). La caisse des écoles est fondée au même moment. En 1900, elle compte 115 membres et finance la cantine, fournit chaussures et tabliers aux écoliers, et leur permet même de se faire couper les cheveux. L'école de garçons comporte 9 classes (553 élèves pour l'année scolaire 1899-1900, soit plus de 60 élèves par classe). La situation est encore pire chez les filles (552 élèves dans 8 classes). Les 3 classes de maternelles accueillent chacune 140 enfants. À la même époque, 600 élèves sont par ailleurs accueillis dans les 9 écoles privées de la ville (dont 3 laïques).

##### Groupe scolaire Paul-Bert
La situation à Malakoff ne s'améliore qu'à partir de 1912, année de la mise en service d'un second groupe scolaire, baptisé Paul-Bert, dont la construction a été votée en 1887 par le conseil municipal. Le terrain, situé à l’angle des rues Paul-Bert et Paul-Vaillant-Couturier, est acheté par la municipalité en 1902. Au milieu des années 1920, pour répondre à l'urbanisation du sud de la commune, le groupe scolaire est agrandi et surélevé.
Dans l'école Paul-Bert sont tournées quelques scènes du film Nous les gosses de Louis Daquin, sorti en 1941 : au cours d'une partie de football dans la cour de la récréation, un enfant issu d'une famille pauvre envoie le ballon dans une vitre de l'école. Ses copains décident de l'aider à payer la réparation en travaillant pendant les vacances. Des petits Malakoffiots ont fait de la figuration sur le tournage.
1960 voit la création de la maternelle (rue Marie-Lahy-Hollebecque) et en 1970, l'ancienne école élémentaire devient le collège Paul-Bert. Un nouveau bâtiment accueille les classes élémentaires (108 rue Paul-Vaillant-Couturier). Le 8 mars 1975 est inauguré un second agrandissement.
En septembre 2019, les écoles maternelle et primaire sont renommées Paulette-Nardal,.

##### Groupe scolaire Jean-Jaurès
En 1933, la maternelle Jean-Jaurès est inaugurée rue Béranger. Un nouveau restaurant et deux salles de sieste sont construits en 1998-1999, puis l'établissement est rénové 4 ans plus tard, dans le cadre de la ZAC de centre-ville.
De son côté, l'école élémentaire a été ouverte en 1953, avenue Jules-Ferry, pour accueillir les classes de la place du 11-Novembre, devenues vétustes. Elle comprend un bassin d'initiation, aménagé en 1971 au sous-sol et auquel accède toutes les écoles de Malakoff. Une salle des fêtes a été aménagée en 1986 dans un des préaux.

##### Groupe scolaire Barbusse
Les travaux du groupe scolaire Barbusse commencent en 1938. Conçue suivant les principes de la pédagogie nouvelle du psychologue Henri Wallon, l'école est ouverte sur l'extérieur et comprend une infirmerie, une salle de gymnastique, des douches, une cuisine et un réfectoire, des équipements encore rares à l'époque. L'école ouvre ses portes au moment de la déclaration de guerre, en 1939. Pendant la guerre, l'école abrite successivement les troupes françaises, puis la garde personnelle d'Hitler. En 1941, l'école élémentaire accueille une partie des élèves du lycée Michelet (lui-même occupé par un état-major nazi) et la maternelle un centre de jeunesse vichyssois.
Jusqu'en 1951, l'établissement héberge également un centre d'apprentissage (puériculture pour les filles, menuiserie, mécanique et cordonnerie pour les garçons).

##### Autres établissements scolaires
Il existe six autres établissements scolaires à Malakoff :
- Paul-Langevin : ouverture de la maternelle en 1962, de l'école élémentaire en 1963.
- Guy-Môquet : école élémentaire construite en 1966/1967, inaugurée le 15 juin 1968. Agrandi et rénové en 1991, le bâtiment accueille depuis 1992 la maternelle.
- Paul-Vaillant-Couturier : école maternelle ouverte en 1970.
- Fernand-Léger : inauguration le 18 septembre 1971, puis agrandissement en 2002.
- Georges-Cogniot : groupe scolaire ouvert en 1979.
- Collège Henri-Wallon : situé rond-point Gagarine, il est inauguré le 19 février 1970.

#### Vie universitaire
- Unité de formation et de recherche de droit d'université Paris Cité
- Bibliothèque universitaire Jeanne Chauvin, rattachée à Université Paris Cité[58]
- École nationale de la statistique et de l'administration économique (ENSAE)
- École supérieure des métiers de l'image, du son et du web (EMC)[59], un établissement supérieur technique privé

### Manifestations culturelles et festivités
- Semaine pour les Droits des femmes (autour du 8 mars)
- Portes ouvertes des serres municipales (tous les deux ans, avril, rue Avaulée)[60]
- Festiva'son, festival de jazz et de musique improvisée[61]
- Vide-grenier annuels : vide-grenier de printemps (mai, centre ville, sur la place de la mairie (11-Novembre) et rues adjacentes) et d'automne (octobre, boulevard de Stalingrad)
- Fête de la ville et des associations (juin, boulevard de Stalingrad à la salle des fêtes de Jean-Jaurès)
- Malakoff cultive la Paix (autour du 21 septembre)
- Semaine de la solidarité internationale (début novembre)
- Noël solidaire (décembre, place du 11-Novembre)
- Fête de la musique

### Santé
La ville de Malakoff abrite :
- le centre administratif et médical Barbusse
- 2 centres de protection maternelle et infantile
- le centre municipal de santé Maurice-Ténine : en 1937, pour remplacer le dispensaire de la crèche rue du Président-Wilson devenu insuffisant, la ville fait construire un nouveau dispensaire. Il est inauguré deux ans plus tard et permet l'accès aux soins pour les patients modestes et les classes moyennes. Après la guerre, il est baptisé du nom du docteur Ténine, résistant et militant communiste, fusillé à Châteaubriant le 22 octobre 1941, avec de nombreux résistants, dont le tout jeune Guy Môquet[63]. Chaque année, dans le hall d'accueil, une plaque est fleurie, à la date anniversaire de l'exécution des fusillés de Châteaubriant[64]. Le centre de santé a été agrandi et rénové en 1987 et 2009.
- le centre de santé Marie-Thérèse
- un centre médico-psychologique (CMP) pour adultes
- le centre de médecine physique et de réadaptation Laennec
- médecins généralistes en ville : 13[65]
- pharmacies : 10[66]

### Sports
Depuis 1945, la municipalité dispose d'un club omnisports, l'Union sportive municipale de Malakoff. L'USMM est divisée en 21 sections et propose 42 disciplines accessibles en loisirs et à la compétition avec près de 5000 adhérents. Elle dispose de nombreuses infrastructures sportives:

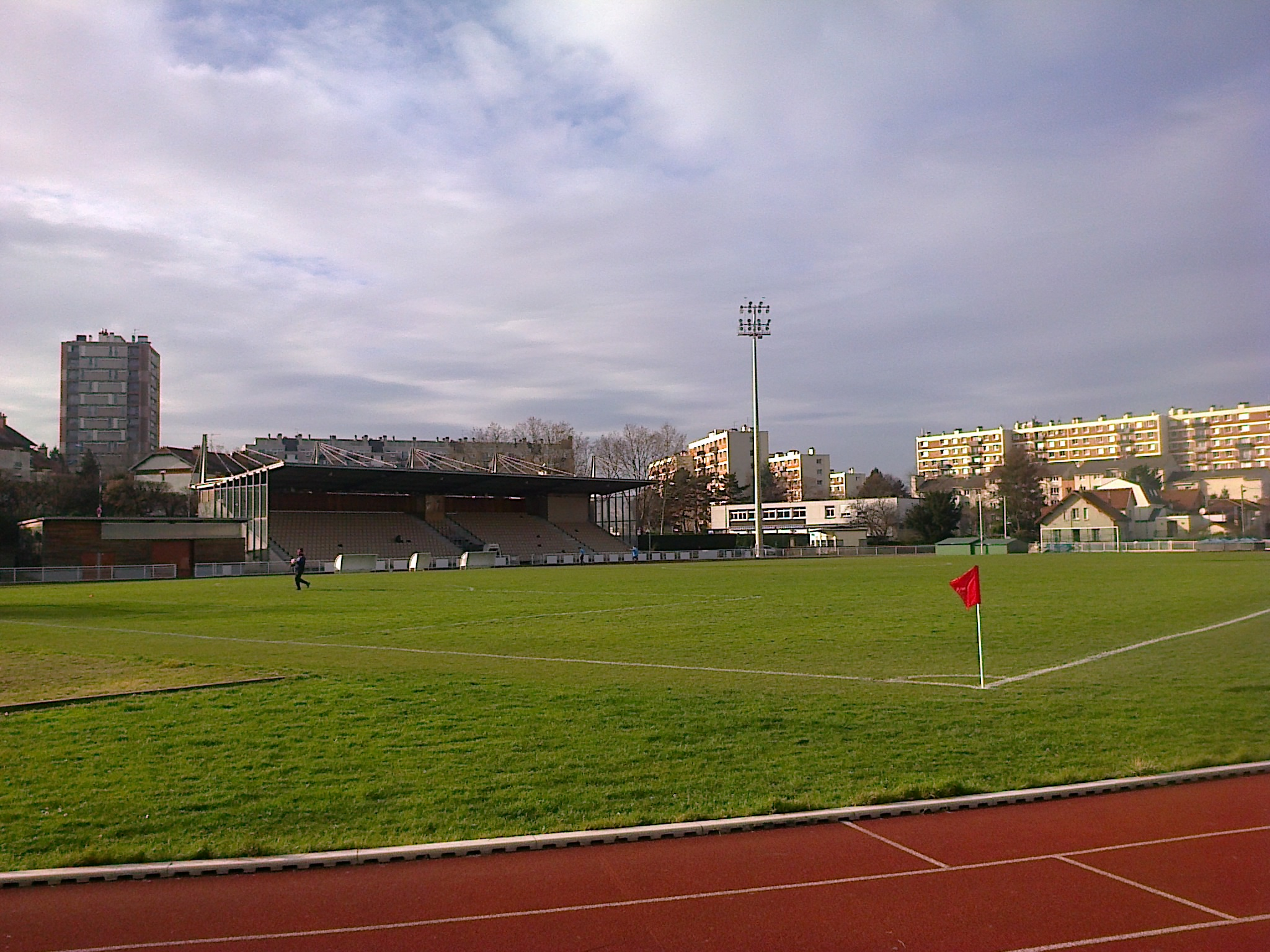
Stade Marcel-Cerdan, Malakoff.

- complexe Marcel-Cerdan : stade (2 terrains de football dont un terrain d’honneur gazonné, piste de 400 m avec six couloirs ligne droite et aires d’athlétisme, boulodrome, 2 salles polyvalentes et un mur d'initiation à l’escalade) et gymnase
- complexe Lénine : gymnase, terrain de football synthétique, aires d’athlétisme, aire de pétanque, stand de tir (10 et 25 mètres), salle de musculation
- centre René-Rousseau : gymnase et 2 courts de tennis en béton
- gymnases Jacques-Duclos, Yvon-Pinon, Langevin, Michelet
- dalle Védrines : 5 courts de tennis sur dalles extérieures
- 5 aires de jeux libres : hand ball, foot, basket
- terrain synthétique des Nouzeaux
- stade nautique intercommunal avec la ville de Châtillon
- Maison des sportifs, 37 rue Eugène-Varlin

Chaque année en hiver ont lieu les Foulées de Malakoff, une épreuve sportive de course à pied. Deux distances sont proposées, 5 et 10 kilomètres. En 2016, la 42e édition a connu une participation record, avec plus de 1 500 inscrits et 1 310 coureurs classés.

### Énergie
Un projet de géothermie commun avec la ville de Montrouge est envisagé à partir de 2016. En septembre 2022, alors que le prix de l'énergie augmente du fait de l'invasion russe en Ukraine, le projet de centrale géothermique de Malakoff voit le jour et charge la société publique locale (SPL), commune à la ville de Malakoff et le Sipperec, de creuser 4 puits pour chauffer jusqu'à 7 000 logements collectifs, des entreprises et des bâtiments publics. Le projet se base sur la géothermie à basse température, en puisant une eau entre 60 et 85 °C, moins sensible aux phénomènes sismiques.
Après avoir été un temps intéressée, la mairie de Montrouge abandonne le projet, avançant que trop peu de personnes seraient concernées à Montrouge. La ville de Malakoff prend 30 % de parts de la SPL et avance 750 000 € tandis que le Sipperec garde 70 % des parts.

### Médias
Au tournant du XXe siècle, plusieurs journaux rendent compte de la vie à Malakoff : Le Bon Citoyen de Malakoff (hebdomadaire, 1884), devenu ensuite Le Bon Citoyen de l'arrondissement de Sceaux, puis en 1886 Le Bon citoyen de Paris et des environs ; en 1896 naît L'Éclaireur de Malakoff, en 1906 Le Journal de Malakoff et du canton de Vanves.
Durant l'entre-deux-guerres, la vie de Malakoff est principalement relatée dans trois journaux : Vanves-Malakoff, créé en 1911 par Valéry Liorel et édité jusqu'à la fin des années 1930 ; L'Aube nouvelle, bimensuel puis hebdomadaire communiste, à partir de 1933 ; La Rive gauche, hebdomadaire républicain de la banlieue sud de Paris.
Depuis 1950, la ville édite un journal mensuel, Malakoff infos. Le quotidien Le Parisien rend compte de l'actualité à Malakoff via son édition des Hauts-de-Seine.
En 2014, a été lancée la web-tv de Malakoff : intitulée Rendez-vous avec vous, elle propose des vidéos sur la vie de la commune.
La ville abrite le siège de la chaîne France Ô (et Outre-mer 1ère) et la chaîne religieuse KTO

### Cultes
Les Malakoffiots disposent de trois lieux de culte catholiques et d'une salle de prière mormone. Malakoff dispose depuis 2018 d'une salle de prière musulmane située au 1 rue Avaulée. Il n'y a ni synagogue, ni temple protestant à Malakoff. Le lieu de sépulture de la commune est le cimetière de Malakoff.

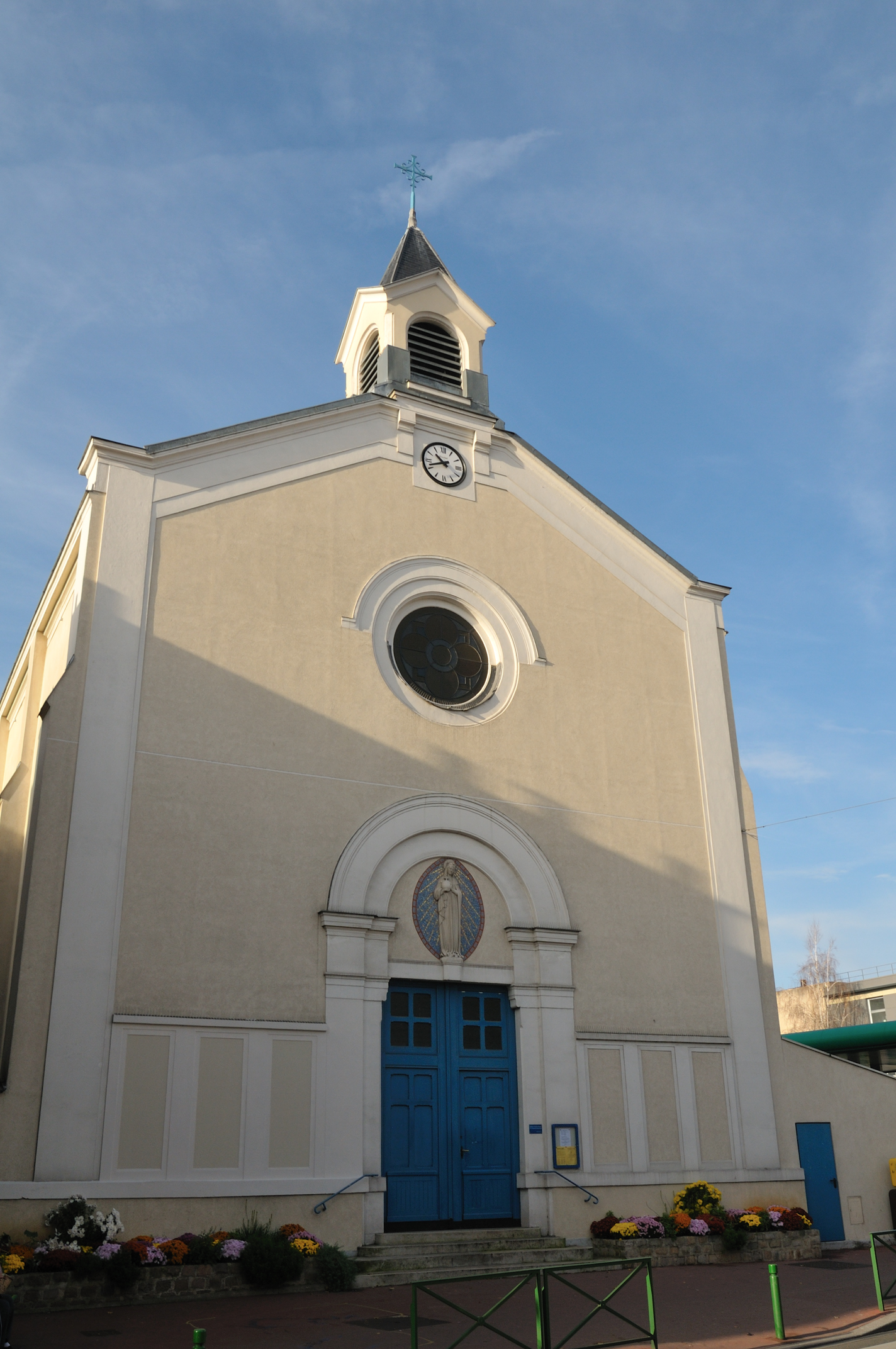
Église Notre-Dame à Malakoff.

#### Culte catholique
Depuis janvier 2010, la commune de Malakoff fait partie du doyenné des Portes, l'un des neuf doyennés du diocèse de Nanterre.
Au sein de ce doyenné, les trois lieux de culte catholique relèvent de la paroisse de Malakoff : l'église Notre-Dame, la chapelle Saint-Marc et la chapelle du Sacré-Cœur.

### Sociologie
Selon l'APUR, Malakoff fait partie des communes les plus mixtes de la métropole du Grand Paris, 76% de la population vivant dans un quartier défini comme mixte. Selon l'Institut Paris Région, la commune de Malakoff est cependant marquée par une importante hétérogénéité sociale interne liée à la localisation du parc social.
Entre 1999 et 2017, selon l'Institut Paris Région, la commune de Malakoff fait partie des communes situées en zone « mixte » connaissant une croissance du nombre de ménages cadres supérieure à 10% (contre 4% en moyenne francilienne). Selon le rapport du même institut consacré aux évolutions sociologiques de la région Île-de-France entre 2001 et 2015, Malakoff est marquée au cours de la période par un accroissement de la part des ménages aisés et une diminution de celle des plus pauvres. Le terme de gentrification est évoqué concernant la commune.

## Économie

### Revenus de la population et fiscalité
En 2010, le revenu fiscal médian par ménage était de 30 063 €, ce qui plaçait Malakoff au 13 921e rang parmi les 31 525 communes de plus de 39 ménages en métropole.
En 2020, la médiane du revenu disponible par unité de consommation était de 25 040€. Elle était supérieure à la moyenne française (22 320€) et à la moyenne régionale de l'Île-de-France (24 490€). En revanche, elle était inférieure à la moyenne du département des Hauts-de-Seine (28 810€).

### Emploi
Chiffres 2020 (INSEE) : population de 15 ans ou plus
- Agriculteurs exploitants : 0
- Artisans, commerçants, chefs d’entreprises : 686 (2,7 %)
- Cadres : 5 220 (20,2 %)
- Professions intermédiaires et techniciens : 4 272 (16,6 %)
- Employés : 4 646 (18 %)
- Ouvriers spécialisés ou qualifiés : 1 770 (6,9 %)
- Retraités : 4 566 (17,6 %)
- Autres personnes sans activité professionnelle : 4 646 (18 %)

### Entreprises et commerces
En 1975, la direction générale de l'INSEE quitte ses bureaux du quai Branly pour s'installer dans une nouvelle tour, construite avenue Pierre-Larousse à Malakoff en bordure du périphérique. En 1992, un second immeuble est investi, 15 boulevard Gabriel-Péri. En 2016, le ministère des Finances a annoncé le déménagement de l'INSEE avenue Verdier à Montrouge. 

Tour INSEE, Malakoff.

Depuis la fin des années 1990, les sièges de France Ô et de l'Outre-Mer première se trouvent à Malakoff.
En 2007, les anciennes usines de la société Au planteur de Caïffa, un temps occupées par France-Télécom, ont été détruites pour laisser place à un immeuble abritant le siège administratif du groupe Humanis.
Le groupe Hachette Livre, installé à Vanves, a déplacé une partie de ses effectifs à Malakoff, dans un immeuble construit en 2010 rue Paul-Bert.
Le groupe Profession Santé, éditeur du Quotidien du médecin, du Généraliste, de Décision Santé, de Visite actuelle et du Quotidien du pharmacien, a en 2012 investi les anciens locaux du groupe AG2R, rue Augustine-Variot.
En 2013, la fonderie d'art Susse a déménagé ses ateliers au 19 rue Perrot.
En 2015, la chaîne KTO quitte Issy-les-Moulineaux pour s'installer dans les locaux qu'elle a acquis à Malakoff.
Le siège du groupe Edenred a aussi ses locaux à Malakoff, boulevard Gabriel-Péri.
Parmi les entreprises disparues figure la société des Laboratoires A. Narodetzki, 38, rue du Marché, fabricant et distributeur en gros et demi-gros de produits pharmaceutiques, avec une spécialisation en phytothérapie. Aryanisée sous l'Occupation, l'entreprise poursuivit son activité après la Libération. En 1957, elle transféra son siège à Paris, au 19, boulevard de Bonne-Nouvelle, où la Grande Pharmacie du Globe commercialisait les produits des Laboratoires Narodetzki en détail, depuis 1910, et diffusait également l'ouvrage de référence La médecine végétale illustrée, publiée pour la première fois au début du XXe siècle par Aaron Narodetzki.

## Culture et patrimoine

### Lieux et monuments

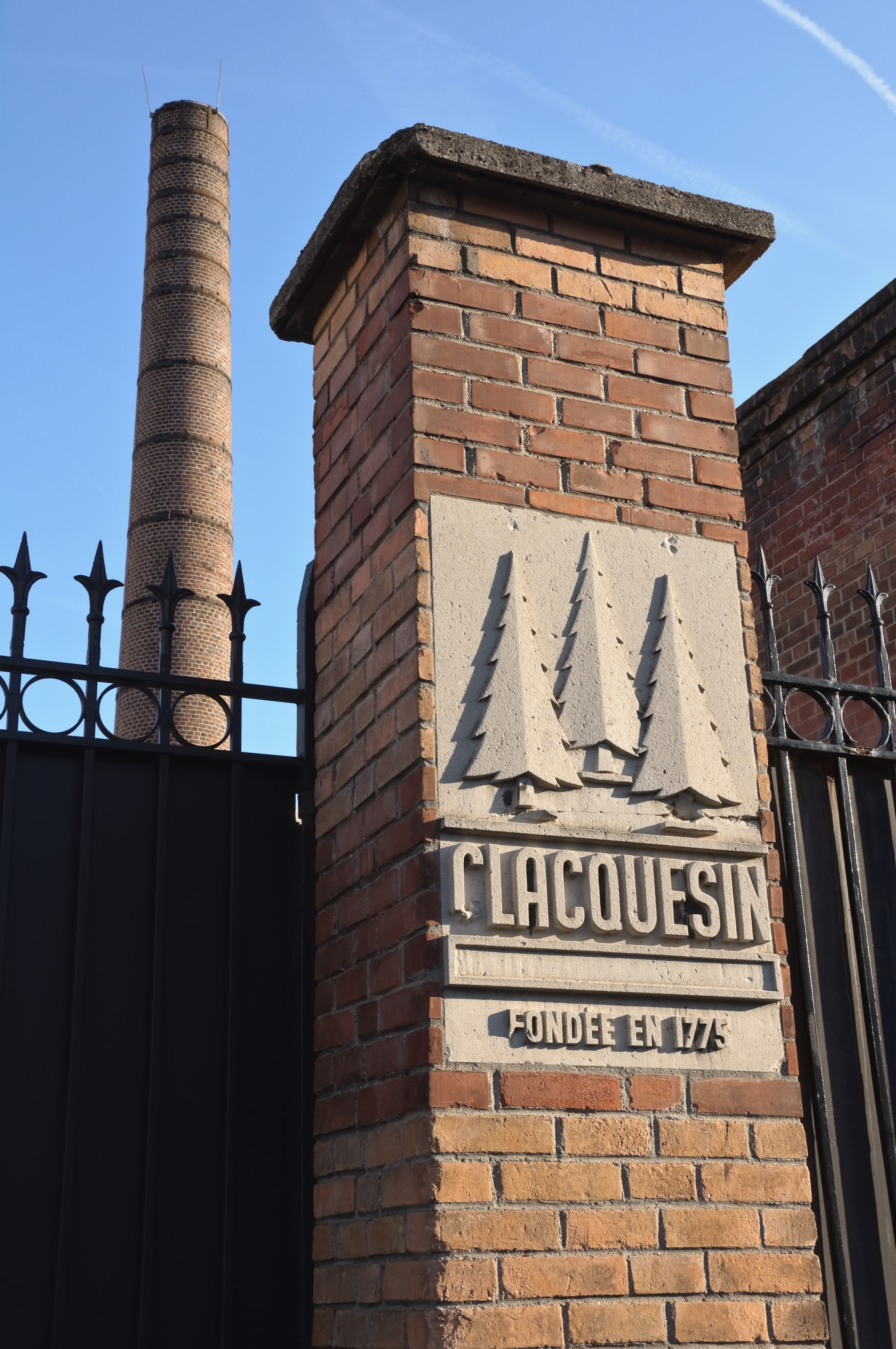
Usine Claquesin, Malakoff.

La commune comprend de nombreux monuments répertoriés à l'inventaire général du patrimoine culturel de la France, parmi lesquels le parc Léon-Salagnac (du nom d'un ancien maire de la ville) ou le fort de la première ceinture de Paris, dit Fort de Vanves, ainsi que plusieurs édifices d'habitation, usines et écoles. Certains de ces monuments, bien que répertoriés, ont été détruits : usine Au planteur de Caïffa, Tour de Malakoff, kiosque à musique de la place du 11-Novembre, etc.

#### Monuments historiques
Trois édifices de Malakoff sont inscrits au titre des Monuments historiques :
- Ancien hôtel particulier, actuelle Maison des arts construit au début du XIXe siècle. Il fait l’objet d’une inscription au titre des monuments historiques depuis le 28 octobre 1980[95].
- Ancienne École supérieure d'électricité, actuelle faculté de droit de l'université René-Descartes - Paris V, construite entre 1925 et 1927 à la demande de la Société française des électriciens, par les architectes André Raimbert, Jean Papet et Georges Appia. Elle fait l’objet d’une inscription au titre des monuments historiques depuis le 24 juin 2004[96].
- L'ancienne distillerie-usine de mise en bouteille dite « usine Clacquesin », construite au début du XXe siècle, fait l’objet d’un classement au titre des monuments historiques depuis le 19 mai 2009[97]. Le bâtiment est aujourd'hui proposé à la location pour l'organisation d’événements privés[98], en 2010 il a notamment accueilli la première saison de l'émission de téléréalité Top Chef[99].

À cela s'ajoutent trois objets protégés au titre des Monuments historiques, situés dans l'église Notre-Dame-de-la-Médaille-Miraculeuse (un tableau intitulé La Fuite en Égypte, classé en 1907 ; un orgue et sa partie instrumentale, inscrits en 1984).

#### Autres édifices remarquables

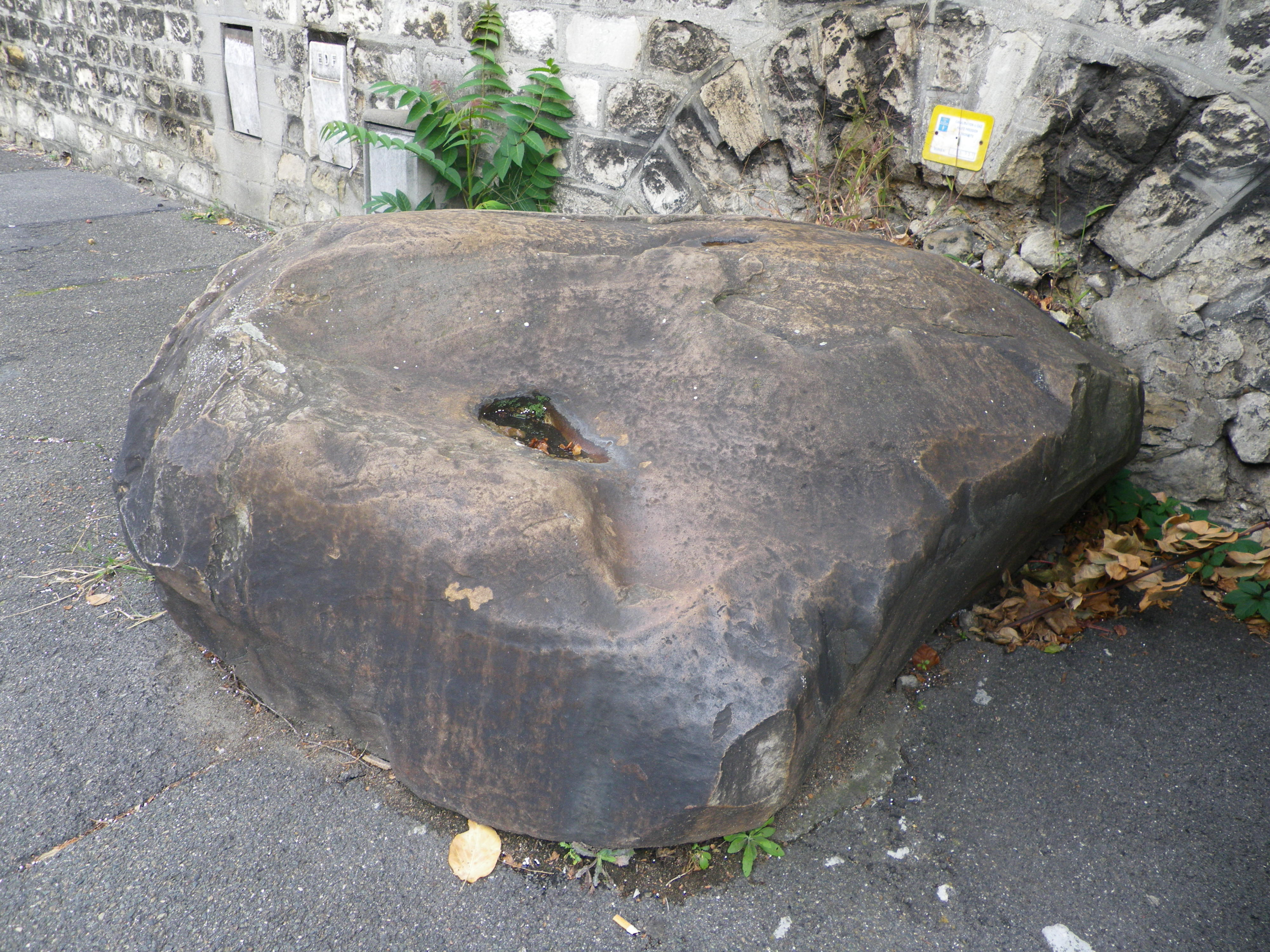
Polissoir préhistorique à Malakoff, boulevard Camélinat.

Une cinquantaine d'édifices et une vingtaine d'objets sont inscrits à l'Inventaire supplémentaire des monuments historiques (cette inscription ne protégeant pas de la destruction, certains de ces éléments patrimoniaux ont disparu). Parmi eux, on peut citer :
- un kiosque à musique, autrefois situé place du 14-Juillet
- un ancien puits, situé au 3 rue Henri-Martin, datant du 3e quart du XIXe siècle
- le parc Léon-Salagnac, avec son théâtre de verdure, son kiosque et son bassin
- l'ancien marché, construit en 1883 et démoli en 1979Léon, le dernier bec de gaz d'Île-de-France, Malakoff.

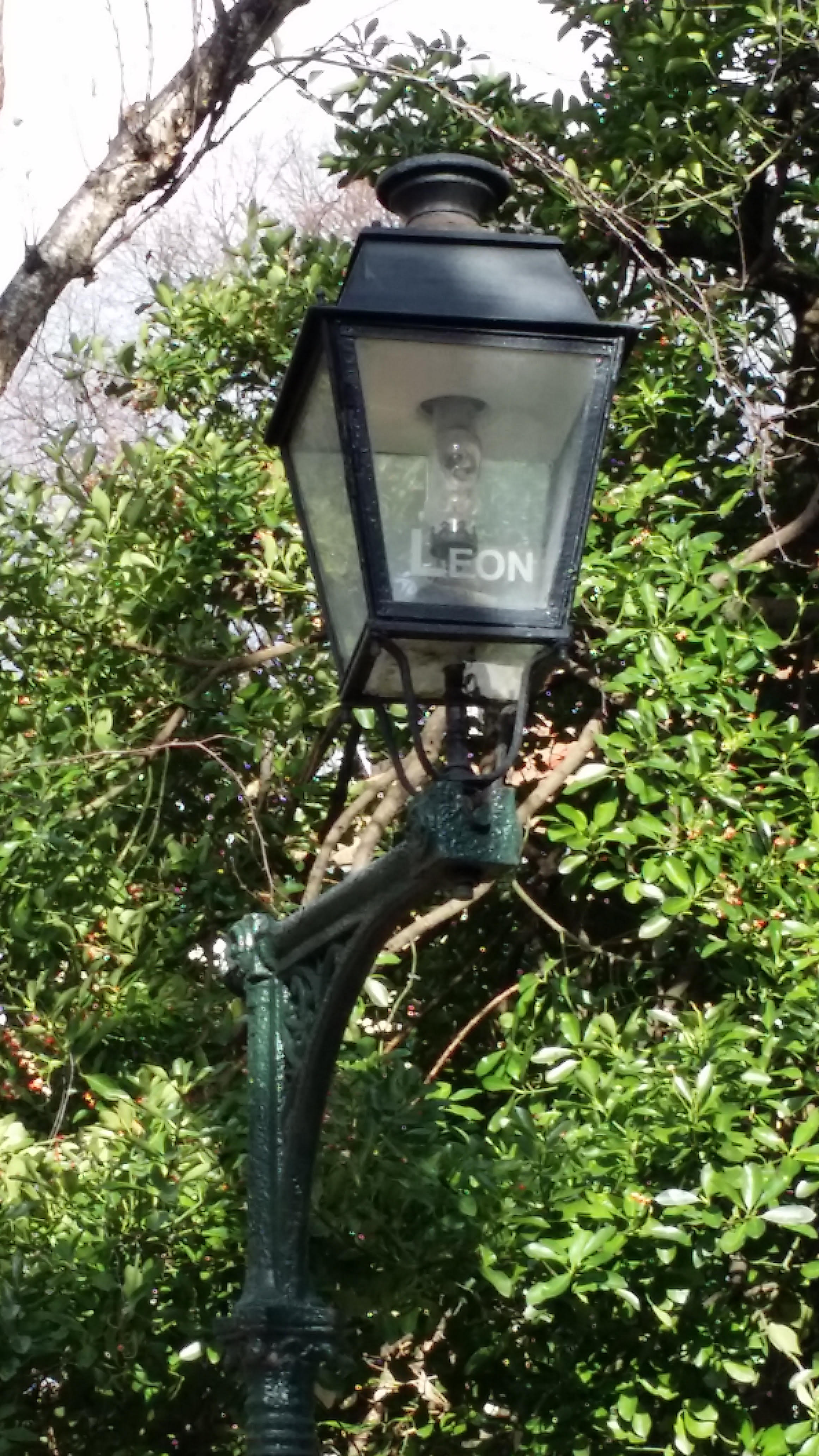
Léon, le dernier bec de gaz d'Île-de-France, Malakoff.

Enfin, Malakoff abrite d'autres édifices remarquables, comme :
- un polissoir datant du néolithique, situé boulevard Camélinat, devant le mur de clôture de l'ancien pensionnat Notre-Dame. C'est le plus ancien vestige de Malakoff.
- une fontaine à vasque en fonte, 1860, place de la République[103]
- un lampadaire à gaz, baptisé Léon, le dernier d'Île-de-France[104],[105], situé sentier du Tir
- l'ex tour occupée par l'INSEE, construite en 1974 par l'architecte Denis Honegger, entre le boulevard Adolphe-Pinard et l'avenue Pierre-Larousse[106], qui pourrait être prochainement démolie et remplacée par une nouvelle tour de 80 à 90 mètres destinée à accueillir les personnels du ministère des Affaires sociales[107].
- de nombreux passages, impasses, sentes et « villas », dont beaucoup sont piétons et, privés ou publics, ouverts à la circulation publique[102]
- l'environnement d’art naïf et la grotte-chapelle extraordinaire de Jean-Michel Chesné, en péril depuis la modification du plan local d'urbanisme[108]L'éclabousseur de chaussettes 14 rue Ernest-Renan à Malakoff.

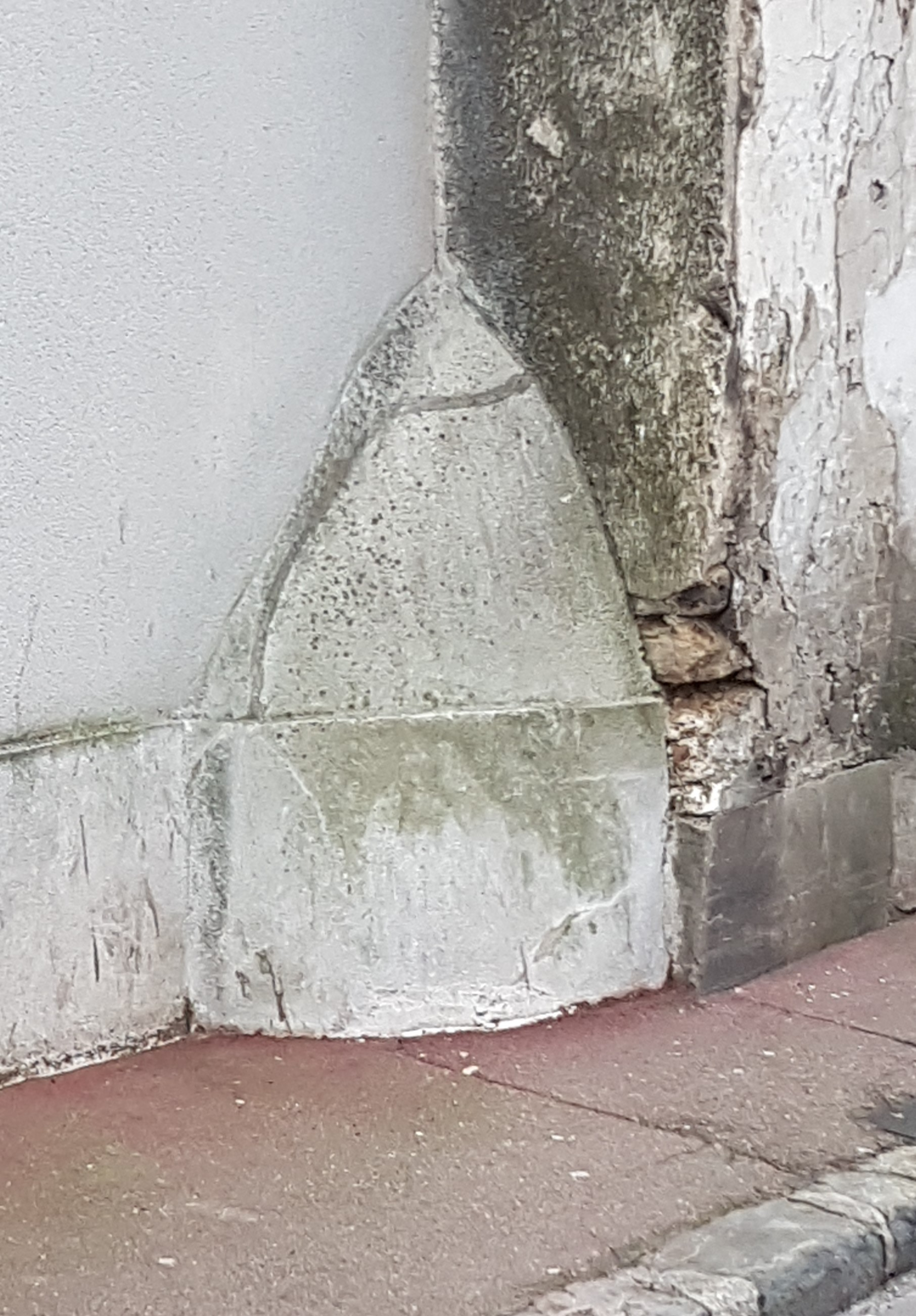
L'éclabousseur de chaussettes 14 rue Ernest-Renan à Malakoff.

- un « éclabousseur de chaussettes », petite construction destiné à empêcher d'uriner contre le mur, 14 rue Ernest-Renan[109]

#### La place du 11 Novembre
Anciennement place des Écoles, cette place a pris ce nom peu après la Première Guerre mondiale, le 10 décembre 1920. Le lieu a connu une grande rénovation en 2012-2013 : le 13 avril 2013, après un an de travaux, Catherine Margaté, alors maire de la commune, a inauguré cette nouvelle place qui présente une particularité : sur les dalles de basalte gris recouvrant le sol sont visibles de grandes lettres de couleur blanche. Ce sont celles de la devise républicaine Liberté, Égalité, Fraternité.

### Patrimoine culturel

#### Équipements

##### Bibliothèques
La lecture publique a longtemps été la seule activité culturelle dont disposaient les habitants de Malakoff. À la fin du XIXe siècle, la ville ne possède ni salle des fêtes, ni théâtre et le cinéma n'est pas encore là. Avant la séparation d'avec la commune de Vanves, il existe deux bibliothèques populaires : la Bibliothèque populaire des Amis de l’instruction, fondée sur initiative privée en février 1878, installée rue de la Tour ; la Bibliothèque populaire des écoles de Malakoff, fondée en octobre 1881 par des habitants en désaccord avec le fonctionnement de la première. C'est cette seconde structure qui servira de base à la bibliothèque municipale, inaugurée en 1899. Elle est alors installée rue Leplanquais (future rue Eugène-Varlin) et propose, trois jours par semaine, 7 000 volumes disponibles au prêt et à la lecture sur place. En 1907, elle prend le nom de Bibliothèque populaire communale gratuite et, en 1921, devient propriété de la ville. En 1934, la bibliothèque est transférée au 8 de l'avenue Président-Wilson. Elle y restera jusqu'en 1972, date à laquelle un nouveau bâtiment en briques est construit, rue Béranger, à l'emplacement des anciennes écoles, dans le cadre de la rénovation du centre-ville.

###### La médiathèque Pablo-Neruda
La bibliothèque municipale est inaugurée en novembre 1972. Elle propose alors environ 50 000 ouvrages. La salle de lecture est dotée de 50 places de travail, la section jeunesse de 24. Une salle de conférence de 90 places complète l'ensemble. Le 28 septembre 1974, une plaque est apposée en hommage à Pablo Neruda, poète chilien décédé depuis peu. En 1999, la section discothèque est agrandie, puis l'ensemble du bâtiment est rénové en 2010. Avec l'ouverture d'une section DVD et la création d'un espace multimédia, la bibliothèque-discothèque devient une médiathèque.

###### Bam! Bibliothèque associative de Malakoff
Ouverte en décembre 2014 impasse Carnot, la  BAM (pour Bibliothèque associative ou Bibliothèque autogérée de Malakoff) est une bibliothèque alternative ouverte au public le samedi. En plus de la consultation et le prêt d'ouvrages, elle propose des activités et organise des événements (débats, ateliers, séminaires, projections...)[source insuffisante].

##### Les conservatoires
Le conservatoire municipal de musique, danse et théâtre Henri-Barbusse a été créé en 1967, dans les bâtiments du groupe scolaire du même nom. En 1981, de nouvelles salles sont ouvertes. En 2002, est construit par l'architecte Yann Brunel un nouveau conservatoire boulevard Gabriel-Péri, qui devient le bâtiment principal, les locaux Henri-Barbusse faisant désormais office d'annexe.

##### Le Théâtre 71
Inauguré en 1971 par Jacques Duclos, il est baptisé « 71 » en hommage à la Commune de Paris qui fête son centenaire. Il est alors dirigé alors par Guy Kayat, metteur en scène et fondateur d'une compagnie de théâtre. Depuis 1965, Guy Kayat dispense des cours d'art dramatique aux jeunes de la ville, puis il dirige un festival annuel à dominante théâtrale, « le Mai culturel de Malakoff » à partir de 1968. Ses créations sont jouées dans divers lieux de la ville (théâtre de verdure, stade Cerdan, usine désaffectée, marché), mais la ville manque d'une véritable salle de spectacles. Ainsi, lors du réaménagement de la place du 11-Novembre, la ville fait construire un théâtre doté de 516 places. D'abord centre d'animation culturel, puis centre d'action culturelle, il obtient en 1991, lors de sa rénovation complète, le label « scène nationale ». En 1983, au décès de Guy Kayat, Pierre Ascaride en devient le directeur. Il cède la place à Pierre-François Roussillon en 2011. En 2009, le théâtre se dote d'une salle de répétition, la Fabrique des arts. Le Théâtre 71 accueille chaque année une partie des spectacles du festival MAR.T.O, un festival de marionnettes et objets.
Sous-dimensionné, il doit être reconstruit à partir de 2023 par l'établissement public territorial Vallée Sud Grand Paris dont dépend l'établissement. Il comprendra une grande salle de 500 places et une seconde, plus petite, ainsi que de nombreux locaux annexes

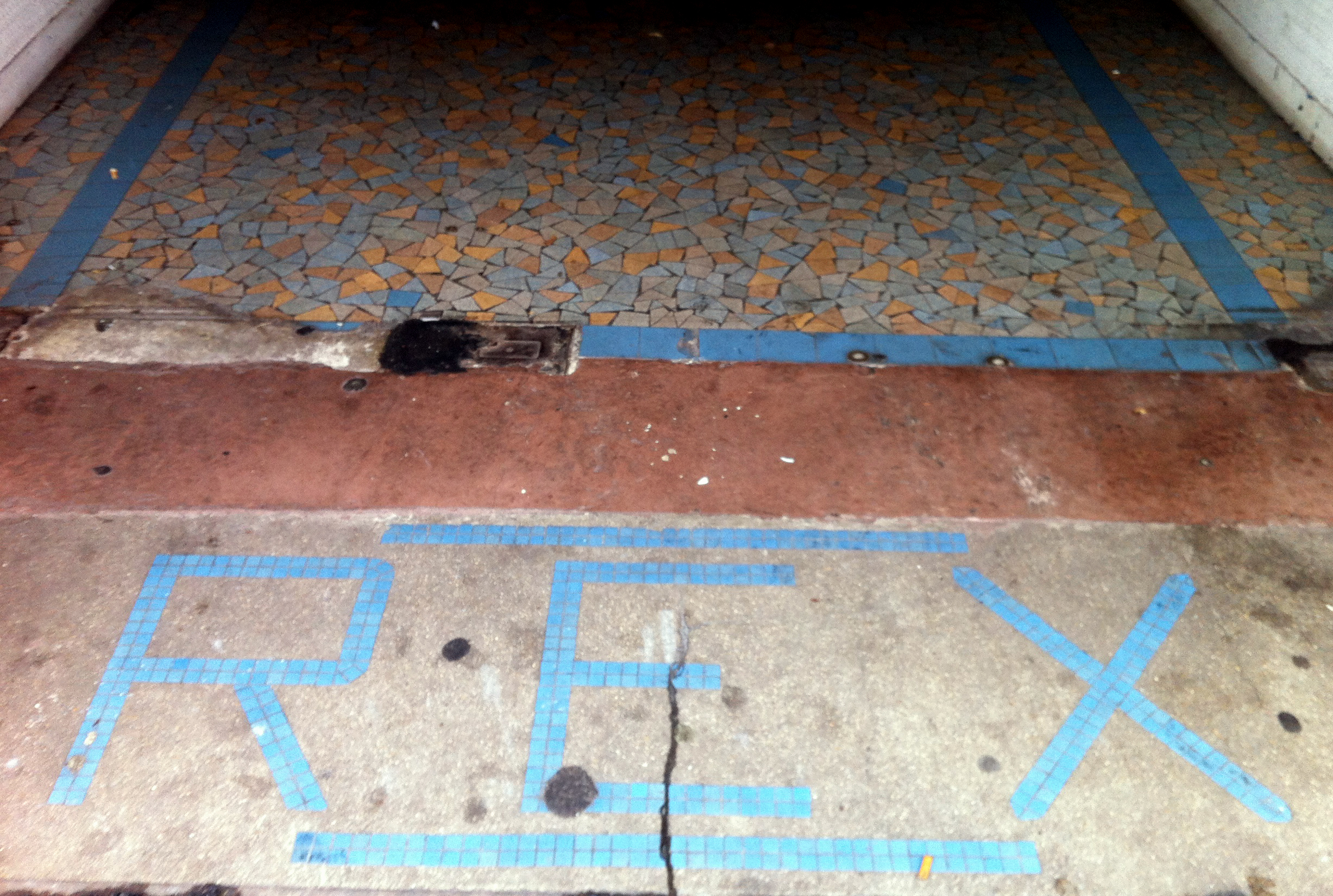
Mosaïque marquant l'entrée de l'ancien cinéma
Le Rex à Malakoff.

##### Cinémas
Dès les années 1920, Malakoff compte jusqu'à quatre cinémas, tous situés aux bords de la place principale,. Dans les années d'après-guerre, le cinéma devient le loisir favori des Malakoffiots. Le jeudi après-midi, les enfants s'y rendent en bande.
- Le Malakoff-Palace (1920-1980) : situé au 2, place du 11-Novembre, le bâtiment a d'abord abrité une salle de bal, puis un cinéma muet dans lequel joue un pianiste. Classé Art et Essai, il propose des films en version originale et organise des rencontres avec des professionnels du cinéma. Sa programmation attire de nombreux étudiants, dont ceux de Supélec, l'école d'ingénieurs implantée à l’entrée de Malakoff depuis 1927. Après des travaux en 1938, la salle accueille 498 spectateurs, 281 à l’orchestre dont 20 strapontins, et 217 au balcon dont 26 strapontins. Il a fermé ses portes en mai 1980.
- Le Family-Palace (1921-1960) : construit au 6 place du 11-Novembre par l'architecte Emile Vergnes, il arbore une façade majestueuse et propose un intérieur plus confortable et luxueux. Dans la salle, dotée de 1 400 places et exploitée par la société Gaumont, on peut voir des grands films tout public. On y organise aussi des matchs de boxe, de catch, des concerts et, chaque année, la distribution des prix des écoles de la ville. En 1960, il est le premier cinéma de Malakoff à fermer et est démoli en 1965.
- L'Idéal-Cinéma, devenu Le Rex (1922-1975) : c'est une petite salle de 480 places, sans balcon, située au 2 avenue Jules-Ferry. En 1960, le propriétaire du Malakoff-Palace le rachète et le rebaptise Rex. On y diffuse des films mineurs. Après sa fermeture, la salle continue d'être utilisée pour des réunions publiques (tirage de la Loterie nationale, salle de chorale...). Sur le trottoir, une mosaïque formant le mot « REX » est toujours visible.
- Le Bijou, devenu Le Celtic (années 1920-1972) : le Bijou ouvre ses portes au 47 rue Pierre-Larousse. En 1948, il devient le Celtic. C'est une salle de 400 places, dans laquelle on peut voir des westerns. Elle ferme en 1972 et les locaux restent inoccupés.Le cinéma Marcel-Pagnol.

Le cinéma Marcel-Pagnol.

Dans la partie sud de la ville, il n'y a pas de cinéma. Le plus proche est Le Paris, implanté au 14 rue de Vanves, à Clamart. En 1957, dans la cité dont la construction est décidée en limite de Châtillon par l'OPHLM de Paris, est prévu un cinéma. Conçu par l'architecte Denis Honegger, l'ensemble voit le jour en 1962. La salle, située au 21 ter boulevard de Stalingrad, est un immense cube de béton, dotée d'une salle de projection pouvant accueillir plusieurs centaines de spectateurs. Mais la salle ne fonctionnera jamais comme cinéma. En 2001, la municipalité rachète le bâtiment pour un euro symbolique et y installe en 2009, La Fabrique des Arts, la salle de répétition du Théâtre 71.
Avec la concurrence de la télévision et le développement des multiplexes du quartier du Montparnasse, les cinémas de Malakoff ferment les uns après les autres. Le Malakoff-Palace est le dernier à fermer ses portes en 1980. Pendant douze ans, la ville n'a plus de cinéma.
- Le cinéma Marcel-Pagnol (ouverture en 1992) : 20 ans après leur fermeture, la ville rachète et rénove les locaux du Celtic. Le nouveau cinéma, doté de 153 places, est baptisé Marcel-Pagnol, rendant ainsi hommage à l'écrivain et réalisateur marseillais, ainsi qu'à sa femme Jacqueline Bouvier, dont la vocation d'actrice serait née au cinéma Le Bijou de Malakoff qu'elle a beaucoup fréquenté enfant[125]. Le cinéma est géré par le Théâtre 71. En 2005, il quitte la rue Pierre-Larousse pour s'installer, en 2007, dans de nouveaux locaux, plus confortables, construits à l’angle des rues Béranger et Augustine-Variot. Le passage au numérique a lieu en 2013, mais le cinéma a fait le choix de conserver en parallèle son projecteur argentique pour continuer de diffuser des films n'existant qu'en 35 mm[124].

##### La Maison des arts

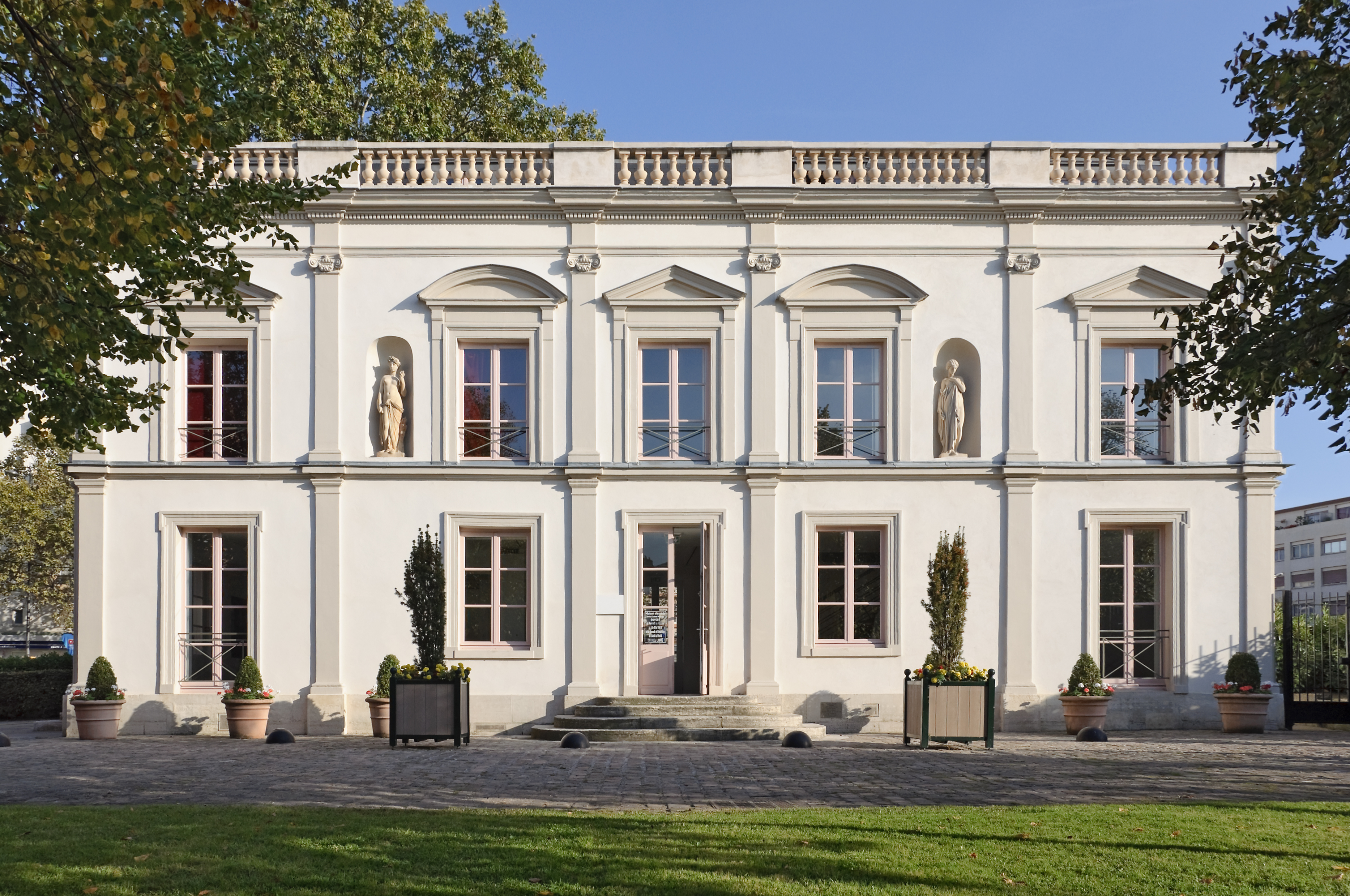
La Maison des arts à Malakoff.

La première trace d'une propriété, alors désignée sous le nom de « remise de l’Orme », remonte au XVIIIe siècle. Située au hameau du Petit-Vanves, dans la plaine de Montrouge, elle fait alors partie des chasses royales. Louis XV vient y chasser en compagnie du duc de La Vallière, propriétaire du château de Montrouge. À partir de 1825, la propriété change plusieurs fois de main. Sur la parcelle, qui s'agrandit à mesure des transactions, sont édifiés plusieurs bâtiments. En 1849, un certificat atteste qu'a été construit « en 1845 [...] un bâtiment à 2 égouts couverts en toiture placé entre cour et jardin de la contenance de 16 mètres de longueur sur 9 mètres, 20 mètres de largeur et 7 mètres de hauteur jusqu’à l’entablement. Cette construction sert au rez-de-chaussée de magasin et orangerie et au premier étage de logement et salle de billard ». Les Monuments historiques datent la bâtisse du 1er quart du XIXe siècle. Elle pourrait avoir été construite d’après les travaux de l'architecte Jean-Nicolas-Louis Durand, qui publia une grammaire formelle d'édifices remarquables.
En 1877, la propriété est vendue à la Compagnie des tramways TPDS, qui en fait un dépôt pour la zone Sud. Mais en 1913 l'aménagement de nouvelles rues rend inutilisable la parcelle sur laquelle se trouve la maison. Le département de la Seine l'acquiert en 1920 afin d'en faire un bâtiment administratif. Il a désormais pour adresse le 98, avenue Pierre-Brossolette. Peu à peu, le terrain attenant est morcelé, vendu ou utilisé pour l'élargissement de la nationale 306.
Dans les années 1960, le ministre de la Culture André Malraux remarque cette maison devant laquelle il s’arrête par hasard, tandis qu’il se rend chez l'écrivaine Louise de Vilmorin, dans la vallée de Chevreuse. À la demande de Malraux, des recherches sont faites sur la bâtisse et le 28 octobre 1980, les façades et la toiture sont inscrites à l’inventaire supplémentaire des monuments historiques.
En 1992, le conseil municipal de la ville de Malakoff décide d’acquérir la bâtisse néoclassique, alors propriété du département des Hauts-de-Seine. En 1997, la Maison des arts, lieu d'exposition, ouvre ses portes.

### Personnalités liées à la commune

#### Arts
- Adolphe Roehn (1780-1867), peintre et graveur, est décédé à Malakoff[129].
- Joseph Lavergne (1820-1889), poète et chansonnier, a vécu à Malakoff[130].
- Joseph Malet (1873-1946), sculpteur, a vécu et est décédé à Malakoff, au 31, rue Gambetta[131].
- François Joseph Hubert Ponscarme (1827-1903), sculpteur, graveur et médailleur, est mort à Malakoff. Une rue et une impasse de la ville portent son nom. Membre du premier conseil municipal, il habitait avenue Augustin-Dumont. C'est Ponscarme qui fit baptiser l'avenue où il habitait du nom de son maître.
- Henri Rousseau, dit Le Douanier (1844-1910), peintre, doit son surnom à son emploi à l'octroi de la Porte de Vanves, à Malakoff[132].
- Louis Moreau (1886-1958), peintre et graveur, est décédé à Malakoff[133].
- Isaac Antcher, dit Ancer, (1889-1992), peintre moldave, mort à Malakoff où il résidait depuis de nombreuses années et y avait déjà son atelier avant la guerre[134].
- Roger Legris (1898-1981), acteur, est né à Malakoff[135].
- Sanyu (1901-1966), peintre chinois, a vécu de 1928 à 1931 à Malakoff, au 1, rue Jean-Jacques-Rousseau[136].
- Dominique Aury (1907-1998), femme de lettres, plus connue sous le pseudonyme de Pauline Réage, a vécu à Malakoff[137].
- Daniel White (1912-1997), compositeur et acteur, est né à Malakoff[138].
- Jean Legros (1917-1981), peintre et sculpteur, est décédé à Malakoff[139].
- Jacqueline Pagnol (1920-2016), née Bouvier, actrice, est née à Malakoff[140] et a passé son enfance rue de la Tour. Le 6 octobre 1945, elle épouse Marcel Pagnol à la mairie de Malakoff[141].
- Alina Szapocznikow (1926-1973), sculptrice polonaise, avait jusqu'à sa mort un atelier à Malakoff, au 32, rue Victor-Hugo[142],[143],[144].
- Serge Danot (1931-1990), réalisateur et scénariste, a tourné les premiers épisodes du Manège enchanté dans son appartement à Malakoff. Une plaque, en façade du 11 de la rue Danicourt, en atteste[145].
- Francesca Solleville (1932), chanteuse, habite Malakoff depuis 1983[146].
- Bernard Quilliet (1933), historien du XVIe siècle et du paysage, est né à Malakoff, rue Jules-Dalou.
- Sam Szafran (1934-2019), peintre, dessinateur, pastelliste et graveur, a vécu à Malakoff de 1974 jusqu'à sa mort[147].
- Jacques Grinberg, (1941-2011), peintre, a vécu à Malakoff de 1991 jusqu'à son décès[148],[149].
- Jean-Patrick Manchette (1942-1995), écrivain, a passé sa jeunesse à Malakoff[150].
- Pierre Ascaride (1942), acteur, auteur et metteur en scène, ancien directeur du Théâtre 71 de Malakoff, jusqu'en 2010.
- François Marthouret (1943), acteur, metteur en scène et réalisateur, habite Malakoff[Quand ?].
- Annette Messager (1943) et Christian Boltanski (1944-2021), artistes plasticiens, vivent et travaillent à Malakoff. Ils y ont acquis une usine désaffectée avec Sophie Calle (1953) en 1981[151].
- Luiz Eduardo de Oliveira (1944) dit Leo, dessinateur, habite à Malakoff.
- Jeanne Cordelier (1944), écrivaine, a passé son enfance à Malakoff[152].
- Chantal Thomass (1947), créatrice de mode, est née à Malakoff[153].
- Marie-Claude Treilhou (1948), réalisatrice et actrice, a habité Malakoff jusqu'en 2015.
- Martine Camillieri (1949), artiste plasticienne et écrivaine, vit et travaille à Malakoff[154].
- Catherine Guigon (1949), journaliste, femme de lettres et peintre, vit à Malakoff[155].
- David Rochline (1951-2015), artiste français, a vécu à Malakoff.
- Georges Caudron (1952), acteur français spécialisé dans le doublage, est né à Malakoff.
- Catherine Viollet (1953), artiste peintre, vit et travaille à Malakoff[156].
- Pablo Reinoso (1955), artiste et designer franco-argentin, vit et travaille à Malakoff depuis le milieu des années 1980[157].
- François Delebecque (1955), photographe et plasticien, vit et travaille à Malakoff depuis 1978[158].
- Lionel Guibout (1959), artiste peintre, a travaillé à Malakoff, villa Rose, de 1988 à 2003.
- Jean-Michel Chesné (1959), peintre et mosaïste, vit et travaille à Malakoff[159].
- Marc Adjadj, comédien, scénariste, metteur en scène, réalisateur, coach et entrepreneur culturel, dirige la Compagnie Vagabond-Le Magasin.
- Michel Fraile (1961), auteur et photographe, vit et travaille à Malakoff depuis 1961[réf. nécessaire].
- Nina Morato (1966), chanteuse et comédienne, aussi connue sous le nom de Stéphanie de Malakoff, a grandi à Malakoff[160].
- Jean-François Martin (1967), illustrateur, vit à Malakoff[161].
- Malachi Farrell (1970), artiste, vit et travaille à Malakoff[162].
- Frédérique Bel (1975), actrice, vit à Malakoff[163].

#### Monde politique
- Léon Piginnier (1884-1944), homme politique, est décédé à Malakoff[164].
- Léon Salagnac (1894-1964), homme politique, a été maire de Malakoff. Il y est décédé[165] et a donné son nom au principal parc de la ville.
- Bernard Lafay, (1903-1977), médecin et homme politique, est né à Malakoff[166].
- Léo Hamon (1908-1993), ancien secrétaire d’État, a été conseiller municipal de Malakoff en 1953.
- Gérard Jaquet (1916-2013), homme politique, est né à Malakoff[167].
- Léo Figuères (1918-2011), homme politique, a été maire de Malakoff de 1965 à 1995.
- Guy Ducoloné (1920-2008), homme politique français, député et ancien vice-président de l'Assemblée nationale.
- Alain Dolium (1967), homme politique, a grandi à Malakoff et a été candidat aux municipales sur la liste UDI[168].

#### Médias
- Jean-Luc Azoulay (1947), producteur, a vécu à Malakoff avec ses parents, après leur rapatriement d'Algérie en 1962[169].
- Laure Adler (1950), journaliste, écrivaine, éditrice et productrice, et Alain Veinstein (1942), écrivain et journaliste, ont habité un ancien atelier de sculpteur[170] à Malakoff[171].
- Fabienne Chauvière (1959), journaliste et productrice de radio, habite Malakoff depuis 2013.
- Isabelle Motrot (1960), animatrice et chroniqueuse radio, membre de la bande à Ruquier, a déclaré lors de l'émission On va s'gêner habiter à Malakoff.
- Marc Simoncini (1963), chef d'entreprise et fondateur de Meetic, a vécu à Malakoff[172].
- Élizabeth Tchoungui (1974), journaliste, habite à Malakoff depuis plusieurs années[173],[174].
- Zoé Varier (1966), journaliste et productrice de radio, habite depuis toujours Malakoff.

#### Sciences
- Pierre Curie (1859-1906) et Marie Curie (1867-1934) louaient une maison rue du Marché (actuelle rue Gabriel-Crié). Dans le hangar de la propriété, ils réalisent entre 1900 et 1904 certains de leurs travaux sur le radium.
- Paul Janet (1863-1937), physicien, est décédé à Malakoff[175]. L'amphithéâtre d'honneur de l'École supérieure d'électricité, dont il a été directeur de 1895 à 1937, porte son nom[176].
- Cyrille-Fernand Guilbert (1867-1937), physicien et sous-directeur de l’École supérieure d'électricité, est décédé à Malakoff[177].
- Gaëtan Gatian de Clérambault (1872-1934), psychiatre, ethnographe et photographe, a vécu dans un pavillon de la rue Vincent-Moris[178],[179]. Il s'y est suicidé[180].
- Pierre Lavedan (1885-1982), historien et urbaniste, est décédé à Malakoff[181].
- Jean-Jacques Guilbert (1928) est un médecin et pédagogue français, né à Malakoff.
- Rony Brauman (1950), médecin spécialisé en pathologie tropicale, habite Malakoff[Quand ?].

#### Sports
- Eugène Christophe (1885-1970), cycliste, a vécu à Malakoff, rue Gabriel-Crié[182].
- Michèle Lurot (1943), athlète, est née à Malakoff[183].
- Lionel Malingre (1951), athlète, est né à Malakoff.

#### Divers
- Alexandre Chauvelot (1796-1861), promoteur immobilier, est à l'origine de la naissance de la commune de Malakoff. Il a lui-même donné son nom à une rue de la ville[184].
- Charles Bourseul (1829-1912), inventeur, habitait 62 rue d'Arcueil (actuelle rue Paul-Vaillant-Couturier)[185].
- Henri Désiré Landru (1869-1922), célèbre tueur en série et criminel. Il tenait à Malakoff un petit garage, route de Châtillon (actuelle avenue Pierre-Brossolette) dans les années 1910[186].
- Jules Védrines (1881-1919), pionnier de l'aviation, a vécu passage du Petit-Vanves[187].

### Malakoff et le cinéma
- 1941 : Nous les gosses de Louis Daquin. Lieu : cour de l'école Paul-Bert

- 1984 : Les Spécialistes de Patrice Leconte - Lieu : dans une usine désaffectée
- 1985 : Parking de Jacques Demy - Lieu : Entrée du fort de Vanves, boulevard Stalingrad
- 1991 : La Totale ! de Claude Zidi

- 2001 : Belphégor, le fantôme du Louvre de Jean-Paul Salomé - Lieu : Usine Olympe
- 2004 : Jour après jour, court métrage d'Arthur Cauras[188]
- 2018 : Les Bonnes Intentions de Gilles Legrand[189]
- 2018 : Voyoucratie de Fabrice Garçon et Kévin Ossona[190]

### Malakoff et la littérature
- Malakoff est la ville où réside Lucien, personnage de bande dessinée de Frank Margerin, populaire dans les années 1980[191].
- Wagner, Jean. La Ballade du nègre blanc, Robert Laffont, 1987  (ISBN 978-2221054376). Le Duc, le héros du roman, vit à Malakoff avec son fils Mathieu[192].
- Braudeau, Michel. Loin des forêts, Paris, Gallimard (Blanche), 1997  (ISBN 9782070749539). Le héros, Louis, est peintre à Malakoff.
- D'Ovidio, Pierre. L'Ingratitude des fils, Paris, 10/18 (Grands Détectives), 2011  (ISBN 978-2264051080). En 1945, dans les ruines d'un immeuble de Malakoff bombardé, des enfants découvrent un cadavre dont une main est peinte en noir.
- Cordelier, Jeanne. Escalier F, Paris, Phébus, 2012  (ISBN 978-2-7529-0754-7). L'enfance douloureuse d'une fratrie, dans un des immeubles du 14 rue Hoche, à Malakoff.
- Besson, Patrick. Ne mets pas de glace sur un cœur vide, Paris, Plon, 2016  (ISBN 978-2259219266)[193].
- Gregory Buchert. Malakoff, Paris, Gallimard (Verticales), 2020  (ISBN 978-2072876936). L'auteur, en résidence artistique à la maison des Arts de Malakoff, enquête sur les probables origines russes de la ville et sur le peintre Sam Szafran, qui a vécu là une grande partie de sa vie.

### Œuvres d'art liées à la commune
- Route bordée de cabarets et de baraques en bois : la porte de Vanves, aquarelle, Johan Barthold Jongkind, 1860, coll. musée d'Orsay[194], ParisMalakoff par Henri Rousseau (1898).

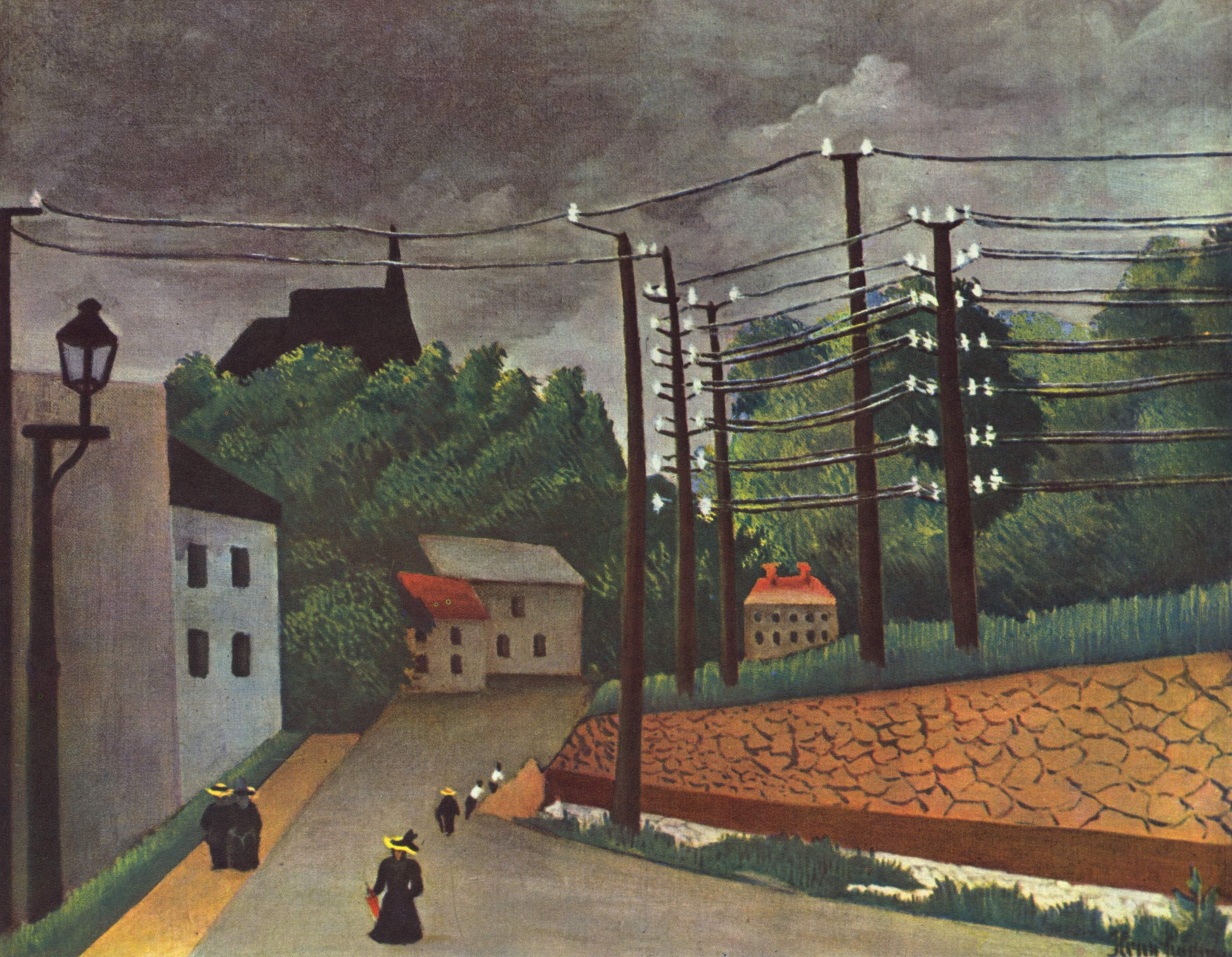
Malakoff par Henri Rousseau (1898).

- La Carrière, Henri Rousseau, dit le Douanier, 1896, coll. part., New York[195]
- Paysage à Malakoff, ciel couvert, Henri Rousseau, dit le Douanier, 1909, coll. part., Bâle
- Coin de rue à Malakoff, eau-forte, Achille Ouvré, 1907, Bibliothèque de l’Institut national d’histoire de l’art, Paris[196]
- Esquisse pour Vue de Malakoff, Henri Rousseau, dit le Douanier, 1908, coll. part.
- Vue de Malakoff, huile sur toile, Henri Rousseau, dit le Douanier, 1908, coll. musée national de Prague
- Vue des fortifications à gauche de la porte de Vanves, huile sur toile, Henri Rousseau, dit le Douanier, 1909, coll. musée de l'Ermitage, Saint-Pétersbourg[197] ; une seconde version est conservée au musée d'art de Hiroshima[198].
- Paysage de Malakoff, huile sur toile, Foujita, 1917
- Paysage urbain (Street in Paris), huile sur toile, Foujita, 1918, coll. musée national d'art moderne de Tokyo[197]
- Casas de Malakoff, huile sur toile, Simão César Dórdio Gomes, 1921, coll. museu nacional Soares dos Reis
- Suburb (Malakoff), huile sur toile, Kosta Hakman, 1928, coll. Collection commémorative Pavle Beljanski, Novi Sad
- Le Petit Manège place du 14-juillet, huile sur toile, Isaac Antcher, 1950, coll. ville de Malakoff (don de l'artiste)[195]
- La vie de Bohème, un film de Aki Kaurismäki, 1992[199]
- Un samedi à Malakoff, mur peint, Franck Margerin, 2000, Angoulême (153 avenue Gambetta)[200],[201]

### Héraldique
| Armes de malakoff | Elles peuvent se blasonner ainsi aujourd’hui : De gueules au chef d'azur, à la tour pyramidale balconnée d'argent, posée à senestre, pavillonnée de tricolore, le faîte brochant, reliée par un pont à une redoute aussi d'argent posée à dextre, le tout issant d'une muraille crénelée de huit pièces du même, maçonnée de sable. |

## Pour approfondir